# Curiosités échiquéennes
Cet article utilise la notation algébrique pour décrire des coups du jeu d'échecs.
Les curiosités échiquéennes sont des problèmes d'échecs dont l'humour est souvent une composante essentielle. Contrairement à de nombreux thèmes classiques, tel le Grimshaw, Novotny, et le Lacny qui requièrent uniquement de la technicité, les curiosités sont appréciées pour leur aspect hétérodoxe. Parfois il est impossible de les résoudre par l'analyse classique ce qui implique une solution hors de la logique interne du jeu, parfois la curiosité vient d'une position inhabituelle sur l'échiquier.

## Le problème qui se résout tout seul
|   | a | b | c | d | e | f | g | h |   |
| 8 | Roi blanc sur case blanche a8 · Roi noir sur case blanche c8 · Pion blanc sur case noire a7 · Pion blanc sur case noire c7 · Pion noir sur case blanche d7 · Pion noir sur case noire b6 · Pion blanc sur case noire d6 · Pion noir sur case blanche a4 · Pion blanc sur case noire a3 · Pion blanc sur case blanche d3 | Roi blanc sur case blanche a8 · Roi noir sur case blanche c8 · Pion blanc sur case noire a7 · Pion blanc sur case noire c7 · Pion noir sur case blanche d7 · Pion noir sur case noire b6 · Pion blanc sur case noire d6 · Pion noir sur case blanche a4 · Pion blanc sur case noire a3 · Pion blanc sur case blanche d3 | Roi blanc sur case blanche a8 · Roi noir sur case blanche c8 · Pion blanc sur case noire a7 · Pion blanc sur case noire c7 · Pion noir sur case blanche d7 · Pion noir sur case noire b6 · Pion blanc sur case noire d6 · Pion noir sur case blanche a4 · Pion blanc sur case noire a3 · Pion blanc sur case blanche d3 | Roi blanc sur case blanche a8 · Roi noir sur case blanche c8 · Pion blanc sur case noire a7 · Pion blanc sur case noire c7 · Pion noir sur case blanche d7 · Pion noir sur case noire b6 · Pion blanc sur case noire d6 · Pion noir sur case blanche a4 · Pion blanc sur case noire a3 · Pion blanc sur case blanche d3 | Roi blanc sur case blanche a8 · Roi noir sur case blanche c8 · Pion blanc sur case noire a7 · Pion blanc sur case noire c7 · Pion noir sur case blanche d7 · Pion noir sur case noire b6 · Pion blanc sur case noire d6 · Pion noir sur case blanche a4 · Pion blanc sur case noire a3 · Pion blanc sur case blanche d3 | Roi blanc sur case blanche a8 · Roi noir sur case blanche c8 · Pion blanc sur case noire a7 · Pion blanc sur case noire c7 · Pion noir sur case blanche d7 · Pion noir sur case noire b6 · Pion blanc sur case noire d6 · Pion noir sur case blanche a4 · Pion blanc sur case noire a3 · Pion blanc sur case blanche d3 | Roi blanc sur case blanche a8 · Roi noir sur case blanche c8 · Pion blanc sur case noire a7 · Pion blanc sur case noire c7 · Pion noir sur case blanche d7 · Pion noir sur case noire b6 · Pion blanc sur case noire d6 · Pion noir sur case blanche a4 · Pion blanc sur case noire a3 · Pion blanc sur case blanche d3 | Roi blanc sur case blanche a8 · Roi noir sur case blanche c8 · Pion blanc sur case noire a7 · Pion blanc sur case noire c7 · Pion noir sur case blanche d7 · Pion noir sur case noire b6 · Pion blanc sur case noire d6 · Pion noir sur case blanche a4 · Pion blanc sur case noire a3 · Pion blanc sur case blanche d3 | 8 |
| 7 | Roi blanc sur case blanche a8 · Roi noir sur case blanche c8 · Pion blanc sur case noire a7 · Pion blanc sur case noire c7 · Pion noir sur case blanche d7 · Pion noir sur case noire b6 · Pion blanc sur case noire d6 · Pion noir sur case blanche a4 · Pion blanc sur case noire a3 · Pion blanc sur case blanche d3 | Roi blanc sur case blanche a8 · Roi noir sur case blanche c8 · Pion blanc sur case noire a7 · Pion blanc sur case noire c7 · Pion noir sur case blanche d7 · Pion noir sur case noire b6 · Pion blanc sur case noire d6 · Pion noir sur case blanche a4 · Pion blanc sur case noire a3 · Pion blanc sur case blanche d3 | Roi blanc sur case blanche a8 · Roi noir sur case blanche c8 · Pion blanc sur case noire a7 · Pion blanc sur case noire c7 · Pion noir sur case blanche d7 · Pion noir sur case noire b6 · Pion blanc sur case noire d6 · Pion noir sur case blanche a4 · Pion blanc sur case noire a3 · Pion blanc sur case blanche d3 | Roi blanc sur case blanche a8 · Roi noir sur case blanche c8 · Pion blanc sur case noire a7 · Pion blanc sur case noire c7 · Pion noir sur case blanche d7 · Pion noir sur case noire b6 · Pion blanc sur case noire d6 · Pion noir sur case blanche a4 · Pion blanc sur case noire a3 · Pion blanc sur case blanche d3 | Roi blanc sur case blanche a8 · Roi noir sur case blanche c8 · Pion blanc sur case noire a7 · Pion blanc sur case noire c7 · Pion noir sur case blanche d7 · Pion noir sur case noire b6 · Pion blanc sur case noire d6 · Pion noir sur case blanche a4 · Pion blanc sur case noire a3 · Pion blanc sur case blanche d3 | Roi blanc sur case blanche a8 · Roi noir sur case blanche c8 · Pion blanc sur case noire a7 · Pion blanc sur case noire c7 · Pion noir sur case blanche d7 · Pion noir sur case noire b6 · Pion blanc sur case noire d6 · Pion noir sur case blanche a4 · Pion blanc sur case noire a3 · Pion blanc sur case blanche d3 | Roi blanc sur case blanche a8 · Roi noir sur case blanche c8 · Pion blanc sur case noire a7 · Pion blanc sur case noire c7 · Pion noir sur case blanche d7 · Pion noir sur case noire b6 · Pion blanc sur case noire d6 · Pion noir sur case blanche a4 · Pion blanc sur case noire a3 · Pion blanc sur case blanche d3 | Roi blanc sur case blanche a8 · Roi noir sur case blanche c8 · Pion blanc sur case noire a7 · Pion blanc sur case noire c7 · Pion noir sur case blanche d7 · Pion noir sur case noire b6 · Pion blanc sur case noire d6 · Pion noir sur case blanche a4 · Pion blanc sur case noire a3 · Pion blanc sur case blanche d3 | 7 |
| 6 | Roi blanc sur case blanche a8 · Roi noir sur case blanche c8 · Pion blanc sur case noire a7 · Pion blanc sur case noire c7 · Pion noir sur case blanche d7 · Pion noir sur case noire b6 · Pion blanc sur case noire d6 · Pion noir sur case blanche a4 · Pion blanc sur case noire a3 · Pion blanc sur case blanche d3 | Roi blanc sur case blanche a8 · Roi noir sur case blanche c8 · Pion blanc sur case noire a7 · Pion blanc sur case noire c7 · Pion noir sur case blanche d7 · Pion noir sur case noire b6 · Pion blanc sur case noire d6 · Pion noir sur case blanche a4 · Pion blanc sur case noire a3 · Pion blanc sur case blanche d3 | Roi blanc sur case blanche a8 · Roi noir sur case blanche c8 · Pion blanc sur case noire a7 · Pion blanc sur case noire c7 · Pion noir sur case blanche d7 · Pion noir sur case noire b6 · Pion blanc sur case noire d6 · Pion noir sur case blanche a4 · Pion blanc sur case noire a3 · Pion blanc sur case blanche d3 | Roi blanc sur case blanche a8 · Roi noir sur case blanche c8 · Pion blanc sur case noire a7 · Pion blanc sur case noire c7 · Pion noir sur case blanche d7 · Pion noir sur case noire b6 · Pion blanc sur case noire d6 · Pion noir sur case blanche a4 · Pion blanc sur case noire a3 · Pion blanc sur case blanche d3 | Roi blanc sur case blanche a8 · Roi noir sur case blanche c8 · Pion blanc sur case noire a7 · Pion blanc sur case noire c7 · Pion noir sur case blanche d7 · Pion noir sur case noire b6 · Pion blanc sur case noire d6 · Pion noir sur case blanche a4 · Pion blanc sur case noire a3 · Pion blanc sur case blanche d3 | Roi blanc sur case blanche a8 · Roi noir sur case blanche c8 · Pion blanc sur case noire a7 · Pion blanc sur case noire c7 · Pion noir sur case blanche d7 · Pion noir sur case noire b6 · Pion blanc sur case noire d6 · Pion noir sur case blanche a4 · Pion blanc sur case noire a3 · Pion blanc sur case blanche d3 | Roi blanc sur case blanche a8 · Roi noir sur case blanche c8 · Pion blanc sur case noire a7 · Pion blanc sur case noire c7 · Pion noir sur case blanche d7 · Pion noir sur case noire b6 · Pion blanc sur case noire d6 · Pion noir sur case blanche a4 · Pion blanc sur case noire a3 · Pion blanc sur case blanche d3 | Roi blanc sur case blanche a8 · Roi noir sur case blanche c8 · Pion blanc sur case noire a7 · Pion blanc sur case noire c7 · Pion noir sur case blanche d7 · Pion noir sur case noire b6 · Pion blanc sur case noire d6 · Pion noir sur case blanche a4 · Pion blanc sur case noire a3 · Pion blanc sur case blanche d3 | 6 |
| 5 | Roi blanc sur case blanche a8 · Roi noir sur case blanche c8 · Pion blanc sur case noire a7 · Pion blanc sur case noire c7 · Pion noir sur case blanche d7 · Pion noir sur case noire b6 · Pion blanc sur case noire d6 · Pion noir sur case blanche a4 · Pion blanc sur case noire a3 · Pion blanc sur case blanche d3 | Roi blanc sur case blanche a8 · Roi noir sur case blanche c8 · Pion blanc sur case noire a7 · Pion blanc sur case noire c7 · Pion noir sur case blanche d7 · Pion noir sur case noire b6 · Pion blanc sur case noire d6 · Pion noir sur case blanche a4 · Pion blanc sur case noire a3 · Pion blanc sur case blanche d3 | Roi blanc sur case blanche a8 · Roi noir sur case blanche c8 · Pion blanc sur case noire a7 · Pion blanc sur case noire c7 · Pion noir sur case blanche d7 · Pion noir sur case noire b6 · Pion blanc sur case noire d6 · Pion noir sur case blanche a4 · Pion blanc sur case noire a3 · Pion blanc sur case blanche d3 | Roi blanc sur case blanche a8 · Roi noir sur case blanche c8 · Pion blanc sur case noire a7 · Pion blanc sur case noire c7 · Pion noir sur case blanche d7 · Pion noir sur case noire b6 · Pion blanc sur case noire d6 · Pion noir sur case blanche a4 · Pion blanc sur case noire a3 · Pion blanc sur case blanche d3 | Roi blanc sur case blanche a8 · Roi noir sur case blanche c8 · Pion blanc sur case noire a7 · Pion blanc sur case noire c7 · Pion noir sur case blanche d7 · Pion noir sur case noire b6 · Pion blanc sur case noire d6 · Pion noir sur case blanche a4 · Pion blanc sur case noire a3 · Pion blanc sur case blanche d3 | Roi blanc sur case blanche a8 · Roi noir sur case blanche c8 · Pion blanc sur case noire a7 · Pion blanc sur case noire c7 · Pion noir sur case blanche d7 · Pion noir sur case noire b6 · Pion blanc sur case noire d6 · Pion noir sur case blanche a4 · Pion blanc sur case noire a3 · Pion blanc sur case blanche d3 | Roi blanc sur case blanche a8 · Roi noir sur case blanche c8 · Pion blanc sur case noire a7 · Pion blanc sur case noire c7 · Pion noir sur case blanche d7 · Pion noir sur case noire b6 · Pion blanc sur case noire d6 · Pion noir sur case blanche a4 · Pion blanc sur case noire a3 · Pion blanc sur case blanche d3 | Roi blanc sur case blanche a8 · Roi noir sur case blanche c8 · Pion blanc sur case noire a7 · Pion blanc sur case noire c7 · Pion noir sur case blanche d7 · Pion noir sur case noire b6 · Pion blanc sur case noire d6 · Pion noir sur case blanche a4 · Pion blanc sur case noire a3 · Pion blanc sur case blanche d3 | 5 |
| 4 | Roi blanc sur case blanche a8 · Roi noir sur case blanche c8 · Pion blanc sur case noire a7 · Pion blanc sur case noire c7 · Pion noir sur case blanche d7 · Pion noir sur case noire b6 · Pion blanc sur case noire d6 · Pion noir sur case blanche a4 · Pion blanc sur case noire a3 · Pion blanc sur case blanche d3 | Roi blanc sur case blanche a8 · Roi noir sur case blanche c8 · Pion blanc sur case noire a7 · Pion blanc sur case noire c7 · Pion noir sur case blanche d7 · Pion noir sur case noire b6 · Pion blanc sur case noire d6 · Pion noir sur case blanche a4 · Pion blanc sur case noire a3 · Pion blanc sur case blanche d3 | Roi blanc sur case blanche a8 · Roi noir sur case blanche c8 · Pion blanc sur case noire a7 · Pion blanc sur case noire c7 · Pion noir sur case blanche d7 · Pion noir sur case noire b6 · Pion blanc sur case noire d6 · Pion noir sur case blanche a4 · Pion blanc sur case noire a3 · Pion blanc sur case blanche d3 | Roi blanc sur case blanche a8 · Roi noir sur case blanche c8 · Pion blanc sur case noire a7 · Pion blanc sur case noire c7 · Pion noir sur case blanche d7 · Pion noir sur case noire b6 · Pion blanc sur case noire d6 · Pion noir sur case blanche a4 · Pion blanc sur case noire a3 · Pion blanc sur case blanche d3 | Roi blanc sur case blanche a8 · Roi noir sur case blanche c8 · Pion blanc sur case noire a7 · Pion blanc sur case noire c7 · Pion noir sur case blanche d7 · Pion noir sur case noire b6 · Pion blanc sur case noire d6 · Pion noir sur case blanche a4 · Pion blanc sur case noire a3 · Pion blanc sur case blanche d3 | Roi blanc sur case blanche a8 · Roi noir sur case blanche c8 · Pion blanc sur case noire a7 · Pion blanc sur case noire c7 · Pion noir sur case blanche d7 · Pion noir sur case noire b6 · Pion blanc sur case noire d6 · Pion noir sur case blanche a4 · Pion blanc sur case noire a3 · Pion blanc sur case blanche d3 | Roi blanc sur case blanche a8 · Roi noir sur case blanche c8 · Pion blanc sur case noire a7 · Pion blanc sur case noire c7 · Pion noir sur case blanche d7 · Pion noir sur case noire b6 · Pion blanc sur case noire d6 · Pion noir sur case blanche a4 · Pion blanc sur case noire a3 · Pion blanc sur case blanche d3 | Roi blanc sur case blanche a8 · Roi noir sur case blanche c8 · Pion blanc sur case noire a7 · Pion blanc sur case noire c7 · Pion noir sur case blanche d7 · Pion noir sur case noire b6 · Pion blanc sur case noire d6 · Pion noir sur case blanche a4 · Pion blanc sur case noire a3 · Pion blanc sur case blanche d3 | 4 |
| 3 | Roi blanc sur case blanche a8 · Roi noir sur case blanche c8 · Pion blanc sur case noire a7 · Pion blanc sur case noire c7 · Pion noir sur case blanche d7 · Pion noir sur case noire b6 · Pion blanc sur case noire d6 · Pion noir sur case blanche a4 · Pion blanc sur case noire a3 · Pion blanc sur case blanche d3 | Roi blanc sur case blanche a8 · Roi noir sur case blanche c8 · Pion blanc sur case noire a7 · Pion blanc sur case noire c7 · Pion noir sur case blanche d7 · Pion noir sur case noire b6 · Pion blanc sur case noire d6 · Pion noir sur case blanche a4 · Pion blanc sur case noire a3 · Pion blanc sur case blanche d3 | Roi blanc sur case blanche a8 · Roi noir sur case blanche c8 · Pion blanc sur case noire a7 · Pion blanc sur case noire c7 · Pion noir sur case blanche d7 · Pion noir sur case noire b6 · Pion blanc sur case noire d6 · Pion noir sur case blanche a4 · Pion blanc sur case noire a3 · Pion blanc sur case blanche d3 | Roi blanc sur case blanche a8 · Roi noir sur case blanche c8 · Pion blanc sur case noire a7 · Pion blanc sur case noire c7 · Pion noir sur case blanche d7 · Pion noir sur case noire b6 · Pion blanc sur case noire d6 · Pion noir sur case blanche a4 · Pion blanc sur case noire a3 · Pion blanc sur case blanche d3 | Roi blanc sur case blanche a8 · Roi noir sur case blanche c8 · Pion blanc sur case noire a7 · Pion blanc sur case noire c7 · Pion noir sur case blanche d7 · Pion noir sur case noire b6 · Pion blanc sur case noire d6 · Pion noir sur case blanche a4 · Pion blanc sur case noire a3 · Pion blanc sur case blanche d3 | Roi blanc sur case blanche a8 · Roi noir sur case blanche c8 · Pion blanc sur case noire a7 · Pion blanc sur case noire c7 · Pion noir sur case blanche d7 · Pion noir sur case noire b6 · Pion blanc sur case noire d6 · Pion noir sur case blanche a4 · Pion blanc sur case noire a3 · Pion blanc sur case blanche d3 | Roi blanc sur case blanche a8 · Roi noir sur case blanche c8 · Pion blanc sur case noire a7 · Pion blanc sur case noire c7 · Pion noir sur case blanche d7 · Pion noir sur case noire b6 · Pion blanc sur case noire d6 · Pion noir sur case blanche a4 · Pion blanc sur case noire a3 · Pion blanc sur case blanche d3 | Roi blanc sur case blanche a8 · Roi noir sur case blanche c8 · Pion blanc sur case noire a7 · Pion blanc sur case noire c7 · Pion noir sur case blanche d7 · Pion noir sur case noire b6 · Pion blanc sur case noire d6 · Pion noir sur case blanche a4 · Pion blanc sur case noire a3 · Pion blanc sur case blanche d3 | 3 |
| 2 | Roi blanc sur case blanche a8 · Roi noir sur case blanche c8 · Pion blanc sur case noire a7 · Pion blanc sur case noire c7 · Pion noir sur case blanche d7 · Pion noir sur case noire b6 · Pion blanc sur case noire d6 · Pion noir sur case blanche a4 · Pion blanc sur case noire a3 · Pion blanc sur case blanche d3 | Roi blanc sur case blanche a8 · Roi noir sur case blanche c8 · Pion blanc sur case noire a7 · Pion blanc sur case noire c7 · Pion noir sur case blanche d7 · Pion noir sur case noire b6 · Pion blanc sur case noire d6 · Pion noir sur case blanche a4 · Pion blanc sur case noire a3 · Pion blanc sur case blanche d3 | Roi blanc sur case blanche a8 · Roi noir sur case blanche c8 · Pion blanc sur case noire a7 · Pion blanc sur case noire c7 · Pion noir sur case blanche d7 · Pion noir sur case noire b6 · Pion blanc sur case noire d6 · Pion noir sur case blanche a4 · Pion blanc sur case noire a3 · Pion blanc sur case blanche d3 | Roi blanc sur case blanche a8 · Roi noir sur case blanche c8 · Pion blanc sur case noire a7 · Pion blanc sur case noire c7 · Pion noir sur case blanche d7 · Pion noir sur case noire b6 · Pion blanc sur case noire d6 · Pion noir sur case blanche a4 · Pion blanc sur case noire a3 · Pion blanc sur case blanche d3 | Roi blanc sur case blanche a8 · Roi noir sur case blanche c8 · Pion blanc sur case noire a7 · Pion blanc sur case noire c7 · Pion noir sur case blanche d7 · Pion noir sur case noire b6 · Pion blanc sur case noire d6 · Pion noir sur case blanche a4 · Pion blanc sur case noire a3 · Pion blanc sur case blanche d3 | Roi blanc sur case blanche a8 · Roi noir sur case blanche c8 · Pion blanc sur case noire a7 · Pion blanc sur case noire c7 · Pion noir sur case blanche d7 · Pion noir sur case noire b6 · Pion blanc sur case noire d6 · Pion noir sur case blanche a4 · Pion blanc sur case noire a3 · Pion blanc sur case blanche d3 | Roi blanc sur case blanche a8 · Roi noir sur case blanche c8 · Pion blanc sur case noire a7 · Pion blanc sur case noire c7 · Pion noir sur case blanche d7 · Pion noir sur case noire b6 · Pion blanc sur case noire d6 · Pion noir sur case blanche a4 · Pion blanc sur case noire a3 · Pion blanc sur case blanche d3 | Roi blanc sur case blanche a8 · Roi noir sur case blanche c8 · Pion blanc sur case noire a7 · Pion blanc sur case noire c7 · Pion noir sur case blanche d7 · Pion noir sur case noire b6 · Pion blanc sur case noire d6 · Pion noir sur case blanche a4 · Pion blanc sur case noire a3 · Pion blanc sur case blanche d3 | 2 |
| 1 | Roi blanc sur case blanche a8 · Roi noir sur case blanche c8 · Pion blanc sur case noire a7 · Pion blanc sur case noire c7 · Pion noir sur case blanche d7 · Pion noir sur case noire b6 · Pion blanc sur case noire d6 · Pion noir sur case blanche a4 · Pion blanc sur case noire a3 · Pion blanc sur case blanche d3 | Roi blanc sur case blanche a8 · Roi noir sur case blanche c8 · Pion blanc sur case noire a7 · Pion blanc sur case noire c7 · Pion noir sur case blanche d7 · Pion noir sur case noire b6 · Pion blanc sur case noire d6 · Pion noir sur case blanche a4 · Pion blanc sur case noire a3 · Pion blanc sur case blanche d3 | Roi blanc sur case blanche a8 · Roi noir sur case blanche c8 · Pion blanc sur case noire a7 · Pion blanc sur case noire c7 · Pion noir sur case blanche d7 · Pion noir sur case noire b6 · Pion blanc sur case noire d6 · Pion noir sur case blanche a4 · Pion blanc sur case noire a3 · Pion blanc sur case blanche d3 | Roi blanc sur case blanche a8 · Roi noir sur case blanche c8 · Pion blanc sur case noire a7 · Pion blanc sur case noire c7 · Pion noir sur case blanche d7 · Pion noir sur case noire b6 · Pion blanc sur case noire d6 · Pion noir sur case blanche a4 · Pion blanc sur case noire a3 · Pion blanc sur case blanche d3 | Roi blanc sur case blanche a8 · Roi noir sur case blanche c8 · Pion blanc sur case noire a7 · Pion blanc sur case noire c7 · Pion noir sur case blanche d7 · Pion noir sur case noire b6 · Pion blanc sur case noire d6 · Pion noir sur case blanche a4 · Pion blanc sur case noire a3 · Pion blanc sur case blanche d3 | Roi blanc sur case blanche a8 · Roi noir sur case blanche c8 · Pion blanc sur case noire a7 · Pion blanc sur case noire c7 · Pion noir sur case blanche d7 · Pion noir sur case noire b6 · Pion blanc sur case noire d6 · Pion noir sur case blanche a4 · Pion blanc sur case noire a3 · Pion blanc sur case blanche d3 | Roi blanc sur case blanche a8 · Roi noir sur case blanche c8 · Pion blanc sur case noire a7 · Pion blanc sur case noire c7 · Pion noir sur case blanche d7 · Pion noir sur case noire b6 · Pion blanc sur case noire d6 · Pion noir sur case blanche a4 · Pion blanc sur case noire a3 · Pion blanc sur case blanche d3 | Roi blanc sur case blanche a8 · Roi noir sur case blanche c8 · Pion blanc sur case noire a7 · Pion blanc sur case noire c7 · Pion noir sur case blanche d7 · Pion noir sur case noire b6 · Pion blanc sur case noire d6 · Pion noir sur case blanche a4 · Pion blanc sur case noire a3 · Pion blanc sur case blanche d3 | 1 |
|   | a | b | c | d | e | f | g | h |   |

Certains problèmes d'échecs sont plus difficiles à concevoir qu'à résoudre. Celui-ci pousse le concept à son extrême d'une façon absurde puisque par les règles mêmes des échecs, Blanc sur le diagramme à droite ne peut pas jouer autre chose que la série de coups qui conduisent à la « solution »:
1. d4 b5 2. d5 b4 3. axb4 a3 4. b5 a2 5. b6 a1=ad lib 6. b7#
Tim Krabbé fournit d'autres exemples de problèmes autoguidés sur son site.

## Interprétations créatives des règles
|   | a | b | c | d | e | f | g | h |   |
| 8 | Tour noire sur case blanche a8 · Roi noir sur case noire a7 · Pion blanc sur case blanche b7 · Tour blanche sur case noire c7 · Roi blanc sur case noire a5 | Tour noire sur case blanche a8 · Roi noir sur case noire a7 · Pion blanc sur case blanche b7 · Tour blanche sur case noire c7 · Roi blanc sur case noire a5 | Tour noire sur case blanche a8 · Roi noir sur case noire a7 · Pion blanc sur case blanche b7 · Tour blanche sur case noire c7 · Roi blanc sur case noire a5 | Tour noire sur case blanche a8 · Roi noir sur case noire a7 · Pion blanc sur case blanche b7 · Tour blanche sur case noire c7 · Roi blanc sur case noire a5 | Tour noire sur case blanche a8 · Roi noir sur case noire a7 · Pion blanc sur case blanche b7 · Tour blanche sur case noire c7 · Roi blanc sur case noire a5 | Tour noire sur case blanche a8 · Roi noir sur case noire a7 · Pion blanc sur case blanche b7 · Tour blanche sur case noire c7 · Roi blanc sur case noire a5 | Tour noire sur case blanche a8 · Roi noir sur case noire a7 · Pion blanc sur case blanche b7 · Tour blanche sur case noire c7 · Roi blanc sur case noire a5 | Tour noire sur case blanche a8 · Roi noir sur case noire a7 · Pion blanc sur case blanche b7 · Tour blanche sur case noire c7 · Roi blanc sur case noire a5 | 8 |
| 7 | Tour noire sur case blanche a8 · Roi noir sur case noire a7 · Pion blanc sur case blanche b7 · Tour blanche sur case noire c7 · Roi blanc sur case noire a5 | Tour noire sur case blanche a8 · Roi noir sur case noire a7 · Pion blanc sur case blanche b7 · Tour blanche sur case noire c7 · Roi blanc sur case noire a5 | Tour noire sur case blanche a8 · Roi noir sur case noire a7 · Pion blanc sur case blanche b7 · Tour blanche sur case noire c7 · Roi blanc sur case noire a5 | Tour noire sur case blanche a8 · Roi noir sur case noire a7 · Pion blanc sur case blanche b7 · Tour blanche sur case noire c7 · Roi blanc sur case noire a5 | Tour noire sur case blanche a8 · Roi noir sur case noire a7 · Pion blanc sur case blanche b7 · Tour blanche sur case noire c7 · Roi blanc sur case noire a5 | Tour noire sur case blanche a8 · Roi noir sur case noire a7 · Pion blanc sur case blanche b7 · Tour blanche sur case noire c7 · Roi blanc sur case noire a5 | Tour noire sur case blanche a8 · Roi noir sur case noire a7 · Pion blanc sur case blanche b7 · Tour blanche sur case noire c7 · Roi blanc sur case noire a5 | Tour noire sur case blanche a8 · Roi noir sur case noire a7 · Pion blanc sur case blanche b7 · Tour blanche sur case noire c7 · Roi blanc sur case noire a5 | 7 |
| 6 | Tour noire sur case blanche a8 · Roi noir sur case noire a7 · Pion blanc sur case blanche b7 · Tour blanche sur case noire c7 · Roi blanc sur case noire a5 | Tour noire sur case blanche a8 · Roi noir sur case noire a7 · Pion blanc sur case blanche b7 · Tour blanche sur case noire c7 · Roi blanc sur case noire a5 | Tour noire sur case blanche a8 · Roi noir sur case noire a7 · Pion blanc sur case blanche b7 · Tour blanche sur case noire c7 · Roi blanc sur case noire a5 | Tour noire sur case blanche a8 · Roi noir sur case noire a7 · Pion blanc sur case blanche b7 · Tour blanche sur case noire c7 · Roi blanc sur case noire a5 | Tour noire sur case blanche a8 · Roi noir sur case noire a7 · Pion blanc sur case blanche b7 · Tour blanche sur case noire c7 · Roi blanc sur case noire a5 | Tour noire sur case blanche a8 · Roi noir sur case noire a7 · Pion blanc sur case blanche b7 · Tour blanche sur case noire c7 · Roi blanc sur case noire a5 | Tour noire sur case blanche a8 · Roi noir sur case noire a7 · Pion blanc sur case blanche b7 · Tour blanche sur case noire c7 · Roi blanc sur case noire a5 | Tour noire sur case blanche a8 · Roi noir sur case noire a7 · Pion blanc sur case blanche b7 · Tour blanche sur case noire c7 · Roi blanc sur case noire a5 | 6 |
| 5 | Tour noire sur case blanche a8 · Roi noir sur case noire a7 · Pion blanc sur case blanche b7 · Tour blanche sur case noire c7 · Roi blanc sur case noire a5 | Tour noire sur case blanche a8 · Roi noir sur case noire a7 · Pion blanc sur case blanche b7 · Tour blanche sur case noire c7 · Roi blanc sur case noire a5 | Tour noire sur case blanche a8 · Roi noir sur case noire a7 · Pion blanc sur case blanche b7 · Tour blanche sur case noire c7 · Roi blanc sur case noire a5 | Tour noire sur case blanche a8 · Roi noir sur case noire a7 · Pion blanc sur case blanche b7 · Tour blanche sur case noire c7 · Roi blanc sur case noire a5 | Tour noire sur case blanche a8 · Roi noir sur case noire a7 · Pion blanc sur case blanche b7 · Tour blanche sur case noire c7 · Roi blanc sur case noire a5 | Tour noire sur case blanche a8 · Roi noir sur case noire a7 · Pion blanc sur case blanche b7 · Tour blanche sur case noire c7 · Roi blanc sur case noire a5 | Tour noire sur case blanche a8 · Roi noir sur case noire a7 · Pion blanc sur case blanche b7 · Tour blanche sur case noire c7 · Roi blanc sur case noire a5 | Tour noire sur case blanche a8 · Roi noir sur case noire a7 · Pion blanc sur case blanche b7 · Tour blanche sur case noire c7 · Roi blanc sur case noire a5 | 5 |
| 4 | Tour noire sur case blanche a8 · Roi noir sur case noire a7 · Pion blanc sur case blanche b7 · Tour blanche sur case noire c7 · Roi blanc sur case noire a5 | Tour noire sur case blanche a8 · Roi noir sur case noire a7 · Pion blanc sur case blanche b7 · Tour blanche sur case noire c7 · Roi blanc sur case noire a5 | Tour noire sur case blanche a8 · Roi noir sur case noire a7 · Pion blanc sur case blanche b7 · Tour blanche sur case noire c7 · Roi blanc sur case noire a5 | Tour noire sur case blanche a8 · Roi noir sur case noire a7 · Pion blanc sur case blanche b7 · Tour blanche sur case noire c7 · Roi blanc sur case noire a5 | Tour noire sur case blanche a8 · Roi noir sur case noire a7 · Pion blanc sur case blanche b7 · Tour blanche sur case noire c7 · Roi blanc sur case noire a5 | Tour noire sur case blanche a8 · Roi noir sur case noire a7 · Pion blanc sur case blanche b7 · Tour blanche sur case noire c7 · Roi blanc sur case noire a5 | Tour noire sur case blanche a8 · Roi noir sur case noire a7 · Pion blanc sur case blanche b7 · Tour blanche sur case noire c7 · Roi blanc sur case noire a5 | Tour noire sur case blanche a8 · Roi noir sur case noire a7 · Pion blanc sur case blanche b7 · Tour blanche sur case noire c7 · Roi blanc sur case noire a5 | 4 |
| 3 | Tour noire sur case blanche a8 · Roi noir sur case noire a7 · Pion blanc sur case blanche b7 · Tour blanche sur case noire c7 · Roi blanc sur case noire a5 | Tour noire sur case blanche a8 · Roi noir sur case noire a7 · Pion blanc sur case blanche b7 · Tour blanche sur case noire c7 · Roi blanc sur case noire a5 | Tour noire sur case blanche a8 · Roi noir sur case noire a7 · Pion blanc sur case blanche b7 · Tour blanche sur case noire c7 · Roi blanc sur case noire a5 | Tour noire sur case blanche a8 · Roi noir sur case noire a7 · Pion blanc sur case blanche b7 · Tour blanche sur case noire c7 · Roi blanc sur case noire a5 | Tour noire sur case blanche a8 · Roi noir sur case noire a7 · Pion blanc sur case blanche b7 · Tour blanche sur case noire c7 · Roi blanc sur case noire a5 | Tour noire sur case blanche a8 · Roi noir sur case noire a7 · Pion blanc sur case blanche b7 · Tour blanche sur case noire c7 · Roi blanc sur case noire a5 | Tour noire sur case blanche a8 · Roi noir sur case noire a7 · Pion blanc sur case blanche b7 · Tour blanche sur case noire c7 · Roi blanc sur case noire a5 | Tour noire sur case blanche a8 · Roi noir sur case noire a7 · Pion blanc sur case blanche b7 · Tour blanche sur case noire c7 · Roi blanc sur case noire a5 | 3 |
| 2 | Tour noire sur case blanche a8 · Roi noir sur case noire a7 · Pion blanc sur case blanche b7 · Tour blanche sur case noire c7 · Roi blanc sur case noire a5 | Tour noire sur case blanche a8 · Roi noir sur case noire a7 · Pion blanc sur case blanche b7 · Tour blanche sur case noire c7 · Roi blanc sur case noire a5 | Tour noire sur case blanche a8 · Roi noir sur case noire a7 · Pion blanc sur case blanche b7 · Tour blanche sur case noire c7 · Roi blanc sur case noire a5 | Tour noire sur case blanche a8 · Roi noir sur case noire a7 · Pion blanc sur case blanche b7 · Tour blanche sur case noire c7 · Roi blanc sur case noire a5 | Tour noire sur case blanche a8 · Roi noir sur case noire a7 · Pion blanc sur case blanche b7 · Tour blanche sur case noire c7 · Roi blanc sur case noire a5 | Tour noire sur case blanche a8 · Roi noir sur case noire a7 · Pion blanc sur case blanche b7 · Tour blanche sur case noire c7 · Roi blanc sur case noire a5 | Tour noire sur case blanche a8 · Roi noir sur case noire a7 · Pion blanc sur case blanche b7 · Tour blanche sur case noire c7 · Roi blanc sur case noire a5 | Tour noire sur case blanche a8 · Roi noir sur case noire a7 · Pion blanc sur case blanche b7 · Tour blanche sur case noire c7 · Roi blanc sur case noire a5 | 2 |
| 1 | Tour noire sur case blanche a8 · Roi noir sur case noire a7 · Pion blanc sur case blanche b7 · Tour blanche sur case noire c7 · Roi blanc sur case noire a5 | Tour noire sur case blanche a8 · Roi noir sur case noire a7 · Pion blanc sur case blanche b7 · Tour blanche sur case noire c7 · Roi blanc sur case noire a5 | Tour noire sur case blanche a8 · Roi noir sur case noire a7 · Pion blanc sur case blanche b7 · Tour blanche sur case noire c7 · Roi blanc sur case noire a5 | Tour noire sur case blanche a8 · Roi noir sur case noire a7 · Pion blanc sur case blanche b7 · Tour blanche sur case noire c7 · Roi blanc sur case noire a5 | Tour noire sur case blanche a8 · Roi noir sur case noire a7 · Pion blanc sur case blanche b7 · Tour blanche sur case noire c7 · Roi blanc sur case noire a5 | Tour noire sur case blanche a8 · Roi noir sur case noire a7 · Pion blanc sur case blanche b7 · Tour blanche sur case noire c7 · Roi blanc sur case noire a5 | Tour noire sur case blanche a8 · Roi noir sur case noire a7 · Pion blanc sur case blanche b7 · Tour blanche sur case noire c7 · Roi blanc sur case noire a5 | Tour noire sur case blanche a8 · Roi noir sur case noire a7 · Pion blanc sur case blanche b7 · Tour blanche sur case noire c7 · Roi blanc sur case noire a5 | 1 |
|   | a | b | c | d | e | f | g | h |   |

Les règles du jeu d'échecs sont relativement simples, et bien définies. Cela n'a pas empêché certains compositeurs d'y trouver des failles pour créer des problèmes aux solutions atypiques. En exemple la position montrée dans le diagramme à droite  Le « mat en un » annoncé semble être impossible, et l'est, mais autrefois la couleur de la pièce promue n'était pas spécifiée, et la « solution » était pour les Blancs de promouvoir le pion sur b8 en cavalier de couleur noire, privant ainsi le roi noir de la seule case où il pouvait s'échapper.
|   | a | b | c | d | e | f | g | h |   |
| 8 | Pion blanc sur case blanche e6 · Pion noir sur case blanche d5 · Pion noir sur case blanche c4 · Pion noir sur case blanche g4 · Pion noir sur case blanche b3 · Pion blanc sur case noire c3 · Roi noir sur case noire e3 · Pion blanc sur case blanche f3 · Pion blanc sur case noire g3 · Pion noir sur case blanche h3 · Pion blanc sur case noire b2 · Pion blanc sur case noire h2 · Tour blanche sur case noire a1 · Roi blanc sur case noire e1 · Tour blanche sur case blanche h1 | Pion blanc sur case blanche e6 · Pion noir sur case blanche d5 · Pion noir sur case blanche c4 · Pion noir sur case blanche g4 · Pion noir sur case blanche b3 · Pion blanc sur case noire c3 · Roi noir sur case noire e3 · Pion blanc sur case blanche f3 · Pion blanc sur case noire g3 · Pion noir sur case blanche h3 · Pion blanc sur case noire b2 · Pion blanc sur case noire h2 · Tour blanche sur case noire a1 · Roi blanc sur case noire e1 · Tour blanche sur case blanche h1 | Pion blanc sur case blanche e6 · Pion noir sur case blanche d5 · Pion noir sur case blanche c4 · Pion noir sur case blanche g4 · Pion noir sur case blanche b3 · Pion blanc sur case noire c3 · Roi noir sur case noire e3 · Pion blanc sur case blanche f3 · Pion blanc sur case noire g3 · Pion noir sur case blanche h3 · Pion blanc sur case noire b2 · Pion blanc sur case noire h2 · Tour blanche sur case noire a1 · Roi blanc sur case noire e1 · Tour blanche sur case blanche h1 | Pion blanc sur case blanche e6 · Pion noir sur case blanche d5 · Pion noir sur case blanche c4 · Pion noir sur case blanche g4 · Pion noir sur case blanche b3 · Pion blanc sur case noire c3 · Roi noir sur case noire e3 · Pion blanc sur case blanche f3 · Pion blanc sur case noire g3 · Pion noir sur case blanche h3 · Pion blanc sur case noire b2 · Pion blanc sur case noire h2 · Tour blanche sur case noire a1 · Roi blanc sur case noire e1 · Tour blanche sur case blanche h1 | Pion blanc sur case blanche e6 · Pion noir sur case blanche d5 · Pion noir sur case blanche c4 · Pion noir sur case blanche g4 · Pion noir sur case blanche b3 · Pion blanc sur case noire c3 · Roi noir sur case noire e3 · Pion blanc sur case blanche f3 · Pion blanc sur case noire g3 · Pion noir sur case blanche h3 · Pion blanc sur case noire b2 · Pion blanc sur case noire h2 · Tour blanche sur case noire a1 · Roi blanc sur case noire e1 · Tour blanche sur case blanche h1 | Pion blanc sur case blanche e6 · Pion noir sur case blanche d5 · Pion noir sur case blanche c4 · Pion noir sur case blanche g4 · Pion noir sur case blanche b3 · Pion blanc sur case noire c3 · Roi noir sur case noire e3 · Pion blanc sur case blanche f3 · Pion blanc sur case noire g3 · Pion noir sur case blanche h3 · Pion blanc sur case noire b2 · Pion blanc sur case noire h2 · Tour blanche sur case noire a1 · Roi blanc sur case noire e1 · Tour blanche sur case blanche h1 | Pion blanc sur case blanche e6 · Pion noir sur case blanche d5 · Pion noir sur case blanche c4 · Pion noir sur case blanche g4 · Pion noir sur case blanche b3 · Pion blanc sur case noire c3 · Roi noir sur case noire e3 · Pion blanc sur case blanche f3 · Pion blanc sur case noire g3 · Pion noir sur case blanche h3 · Pion blanc sur case noire b2 · Pion blanc sur case noire h2 · Tour blanche sur case noire a1 · Roi blanc sur case noire e1 · Tour blanche sur case blanche h1 | Pion blanc sur case blanche e6 · Pion noir sur case blanche d5 · Pion noir sur case blanche c4 · Pion noir sur case blanche g4 · Pion noir sur case blanche b3 · Pion blanc sur case noire c3 · Roi noir sur case noire e3 · Pion blanc sur case blanche f3 · Pion blanc sur case noire g3 · Pion noir sur case blanche h3 · Pion blanc sur case noire b2 · Pion blanc sur case noire h2 · Tour blanche sur case noire a1 · Roi blanc sur case noire e1 · Tour blanche sur case blanche h1 | 8 |
| 7 | Pion blanc sur case blanche e6 · Pion noir sur case blanche d5 · Pion noir sur case blanche c4 · Pion noir sur case blanche g4 · Pion noir sur case blanche b3 · Pion blanc sur case noire c3 · Roi noir sur case noire e3 · Pion blanc sur case blanche f3 · Pion blanc sur case noire g3 · Pion noir sur case blanche h3 · Pion blanc sur case noire b2 · Pion blanc sur case noire h2 · Tour blanche sur case noire a1 · Roi blanc sur case noire e1 · Tour blanche sur case blanche h1 | Pion blanc sur case blanche e6 · Pion noir sur case blanche d5 · Pion noir sur case blanche c4 · Pion noir sur case blanche g4 · Pion noir sur case blanche b3 · Pion blanc sur case noire c3 · Roi noir sur case noire e3 · Pion blanc sur case blanche f3 · Pion blanc sur case noire g3 · Pion noir sur case blanche h3 · Pion blanc sur case noire b2 · Pion blanc sur case noire h2 · Tour blanche sur case noire a1 · Roi blanc sur case noire e1 · Tour blanche sur case blanche h1 | Pion blanc sur case blanche e6 · Pion noir sur case blanche d5 · Pion noir sur case blanche c4 · Pion noir sur case blanche g4 · Pion noir sur case blanche b3 · Pion blanc sur case noire c3 · Roi noir sur case noire e3 · Pion blanc sur case blanche f3 · Pion blanc sur case noire g3 · Pion noir sur case blanche h3 · Pion blanc sur case noire b2 · Pion blanc sur case noire h2 · Tour blanche sur case noire a1 · Roi blanc sur case noire e1 · Tour blanche sur case blanche h1 | Pion blanc sur case blanche e6 · Pion noir sur case blanche d5 · Pion noir sur case blanche c4 · Pion noir sur case blanche g4 · Pion noir sur case blanche b3 · Pion blanc sur case noire c3 · Roi noir sur case noire e3 · Pion blanc sur case blanche f3 · Pion blanc sur case noire g3 · Pion noir sur case blanche h3 · Pion blanc sur case noire b2 · Pion blanc sur case noire h2 · Tour blanche sur case noire a1 · Roi blanc sur case noire e1 · Tour blanche sur case blanche h1 | Pion blanc sur case blanche e6 · Pion noir sur case blanche d5 · Pion noir sur case blanche c4 · Pion noir sur case blanche g4 · Pion noir sur case blanche b3 · Pion blanc sur case noire c3 · Roi noir sur case noire e3 · Pion blanc sur case blanche f3 · Pion blanc sur case noire g3 · Pion noir sur case blanche h3 · Pion blanc sur case noire b2 · Pion blanc sur case noire h2 · Tour blanche sur case noire a1 · Roi blanc sur case noire e1 · Tour blanche sur case blanche h1 | Pion blanc sur case blanche e6 · Pion noir sur case blanche d5 · Pion noir sur case blanche c4 · Pion noir sur case blanche g4 · Pion noir sur case blanche b3 · Pion blanc sur case noire c3 · Roi noir sur case noire e3 · Pion blanc sur case blanche f3 · Pion blanc sur case noire g3 · Pion noir sur case blanche h3 · Pion blanc sur case noire b2 · Pion blanc sur case noire h2 · Tour blanche sur case noire a1 · Roi blanc sur case noire e1 · Tour blanche sur case blanche h1 | Pion blanc sur case blanche e6 · Pion noir sur case blanche d5 · Pion noir sur case blanche c4 · Pion noir sur case blanche g4 · Pion noir sur case blanche b3 · Pion blanc sur case noire c3 · Roi noir sur case noire e3 · Pion blanc sur case blanche f3 · Pion blanc sur case noire g3 · Pion noir sur case blanche h3 · Pion blanc sur case noire b2 · Pion blanc sur case noire h2 · Tour blanche sur case noire a1 · Roi blanc sur case noire e1 · Tour blanche sur case blanche h1 | Pion blanc sur case blanche e6 · Pion noir sur case blanche d5 · Pion noir sur case blanche c4 · Pion noir sur case blanche g4 · Pion noir sur case blanche b3 · Pion blanc sur case noire c3 · Roi noir sur case noire e3 · Pion blanc sur case blanche f3 · Pion blanc sur case noire g3 · Pion noir sur case blanche h3 · Pion blanc sur case noire b2 · Pion blanc sur case noire h2 · Tour blanche sur case noire a1 · Roi blanc sur case noire e1 · Tour blanche sur case blanche h1 | 7 |
| 6 | Pion blanc sur case blanche e6 · Pion noir sur case blanche d5 · Pion noir sur case blanche c4 · Pion noir sur case blanche g4 · Pion noir sur case blanche b3 · Pion blanc sur case noire c3 · Roi noir sur case noire e3 · Pion blanc sur case blanche f3 · Pion blanc sur case noire g3 · Pion noir sur case blanche h3 · Pion blanc sur case noire b2 · Pion blanc sur case noire h2 · Tour blanche sur case noire a1 · Roi blanc sur case noire e1 · Tour blanche sur case blanche h1 | Pion blanc sur case blanche e6 · Pion noir sur case blanche d5 · Pion noir sur case blanche c4 · Pion noir sur case blanche g4 · Pion noir sur case blanche b3 · Pion blanc sur case noire c3 · Roi noir sur case noire e3 · Pion blanc sur case blanche f3 · Pion blanc sur case noire g3 · Pion noir sur case blanche h3 · Pion blanc sur case noire b2 · Pion blanc sur case noire h2 · Tour blanche sur case noire a1 · Roi blanc sur case noire e1 · Tour blanche sur case blanche h1 | Pion blanc sur case blanche e6 · Pion noir sur case blanche d5 · Pion noir sur case blanche c4 · Pion noir sur case blanche g4 · Pion noir sur case blanche b3 · Pion blanc sur case noire c3 · Roi noir sur case noire e3 · Pion blanc sur case blanche f3 · Pion blanc sur case noire g3 · Pion noir sur case blanche h3 · Pion blanc sur case noire b2 · Pion blanc sur case noire h2 · Tour blanche sur case noire a1 · Roi blanc sur case noire e1 · Tour blanche sur case blanche h1 | Pion blanc sur case blanche e6 · Pion noir sur case blanche d5 · Pion noir sur case blanche c4 · Pion noir sur case blanche g4 · Pion noir sur case blanche b3 · Pion blanc sur case noire c3 · Roi noir sur case noire e3 · Pion blanc sur case blanche f3 · Pion blanc sur case noire g3 · Pion noir sur case blanche h3 · Pion blanc sur case noire b2 · Pion blanc sur case noire h2 · Tour blanche sur case noire a1 · Roi blanc sur case noire e1 · Tour blanche sur case blanche h1 | Pion blanc sur case blanche e6 · Pion noir sur case blanche d5 · Pion noir sur case blanche c4 · Pion noir sur case blanche g4 · Pion noir sur case blanche b3 · Pion blanc sur case noire c3 · Roi noir sur case noire e3 · Pion blanc sur case blanche f3 · Pion blanc sur case noire g3 · Pion noir sur case blanche h3 · Pion blanc sur case noire b2 · Pion blanc sur case noire h2 · Tour blanche sur case noire a1 · Roi blanc sur case noire e1 · Tour blanche sur case blanche h1 | Pion blanc sur case blanche e6 · Pion noir sur case blanche d5 · Pion noir sur case blanche c4 · Pion noir sur case blanche g4 · Pion noir sur case blanche b3 · Pion blanc sur case noire c3 · Roi noir sur case noire e3 · Pion blanc sur case blanche f3 · Pion blanc sur case noire g3 · Pion noir sur case blanche h3 · Pion blanc sur case noire b2 · Pion blanc sur case noire h2 · Tour blanche sur case noire a1 · Roi blanc sur case noire e1 · Tour blanche sur case blanche h1 | Pion blanc sur case blanche e6 · Pion noir sur case blanche d5 · Pion noir sur case blanche c4 · Pion noir sur case blanche g4 · Pion noir sur case blanche b3 · Pion blanc sur case noire c3 · Roi noir sur case noire e3 · Pion blanc sur case blanche f3 · Pion blanc sur case noire g3 · Pion noir sur case blanche h3 · Pion blanc sur case noire b2 · Pion blanc sur case noire h2 · Tour blanche sur case noire a1 · Roi blanc sur case noire e1 · Tour blanche sur case blanche h1 | Pion blanc sur case blanche e6 · Pion noir sur case blanche d5 · Pion noir sur case blanche c4 · Pion noir sur case blanche g4 · Pion noir sur case blanche b3 · Pion blanc sur case noire c3 · Roi noir sur case noire e3 · Pion blanc sur case blanche f3 · Pion blanc sur case noire g3 · Pion noir sur case blanche h3 · Pion blanc sur case noire b2 · Pion blanc sur case noire h2 · Tour blanche sur case noire a1 · Roi blanc sur case noire e1 · Tour blanche sur case blanche h1 | 6 |
| 5 | Pion blanc sur case blanche e6 · Pion noir sur case blanche d5 · Pion noir sur case blanche c4 · Pion noir sur case blanche g4 · Pion noir sur case blanche b3 · Pion blanc sur case noire c3 · Roi noir sur case noire e3 · Pion blanc sur case blanche f3 · Pion blanc sur case noire g3 · Pion noir sur case blanche h3 · Pion blanc sur case noire b2 · Pion blanc sur case noire h2 · Tour blanche sur case noire a1 · Roi blanc sur case noire e1 · Tour blanche sur case blanche h1 | Pion blanc sur case blanche e6 · Pion noir sur case blanche d5 · Pion noir sur case blanche c4 · Pion noir sur case blanche g4 · Pion noir sur case blanche b3 · Pion blanc sur case noire c3 · Roi noir sur case noire e3 · Pion blanc sur case blanche f3 · Pion blanc sur case noire g3 · Pion noir sur case blanche h3 · Pion blanc sur case noire b2 · Pion blanc sur case noire h2 · Tour blanche sur case noire a1 · Roi blanc sur case noire e1 · Tour blanche sur case blanche h1 | Pion blanc sur case blanche e6 · Pion noir sur case blanche d5 · Pion noir sur case blanche c4 · Pion noir sur case blanche g4 · Pion noir sur case blanche b3 · Pion blanc sur case noire c3 · Roi noir sur case noire e3 · Pion blanc sur case blanche f3 · Pion blanc sur case noire g3 · Pion noir sur case blanche h3 · Pion blanc sur case noire b2 · Pion blanc sur case noire h2 · Tour blanche sur case noire a1 · Roi blanc sur case noire e1 · Tour blanche sur case blanche h1 | Pion blanc sur case blanche e6 · Pion noir sur case blanche d5 · Pion noir sur case blanche c4 · Pion noir sur case blanche g4 · Pion noir sur case blanche b3 · Pion blanc sur case noire c3 · Roi noir sur case noire e3 · Pion blanc sur case blanche f3 · Pion blanc sur case noire g3 · Pion noir sur case blanche h3 · Pion blanc sur case noire b2 · Pion blanc sur case noire h2 · Tour blanche sur case noire a1 · Roi blanc sur case noire e1 · Tour blanche sur case blanche h1 | Pion blanc sur case blanche e6 · Pion noir sur case blanche d5 · Pion noir sur case blanche c4 · Pion noir sur case blanche g4 · Pion noir sur case blanche b3 · Pion blanc sur case noire c3 · Roi noir sur case noire e3 · Pion blanc sur case blanche f3 · Pion blanc sur case noire g3 · Pion noir sur case blanche h3 · Pion blanc sur case noire b2 · Pion blanc sur case noire h2 · Tour blanche sur case noire a1 · Roi blanc sur case noire e1 · Tour blanche sur case blanche h1 | Pion blanc sur case blanche e6 · Pion noir sur case blanche d5 · Pion noir sur case blanche c4 · Pion noir sur case blanche g4 · Pion noir sur case blanche b3 · Pion blanc sur case noire c3 · Roi noir sur case noire e3 · Pion blanc sur case blanche f3 · Pion blanc sur case noire g3 · Pion noir sur case blanche h3 · Pion blanc sur case noire b2 · Pion blanc sur case noire h2 · Tour blanche sur case noire a1 · Roi blanc sur case noire e1 · Tour blanche sur case blanche h1 | Pion blanc sur case blanche e6 · Pion noir sur case blanche d5 · Pion noir sur case blanche c4 · Pion noir sur case blanche g4 · Pion noir sur case blanche b3 · Pion blanc sur case noire c3 · Roi noir sur case noire e3 · Pion blanc sur case blanche f3 · Pion blanc sur case noire g3 · Pion noir sur case blanche h3 · Pion blanc sur case noire b2 · Pion blanc sur case noire h2 · Tour blanche sur case noire a1 · Roi blanc sur case noire e1 · Tour blanche sur case blanche h1 | Pion blanc sur case blanche e6 · Pion noir sur case blanche d5 · Pion noir sur case blanche c4 · Pion noir sur case blanche g4 · Pion noir sur case blanche b3 · Pion blanc sur case noire c3 · Roi noir sur case noire e3 · Pion blanc sur case blanche f3 · Pion blanc sur case noire g3 · Pion noir sur case blanche h3 · Pion blanc sur case noire b2 · Pion blanc sur case noire h2 · Tour blanche sur case noire a1 · Roi blanc sur case noire e1 · Tour blanche sur case blanche h1 | 5 |
| 4 | Pion blanc sur case blanche e6 · Pion noir sur case blanche d5 · Pion noir sur case blanche c4 · Pion noir sur case blanche g4 · Pion noir sur case blanche b3 · Pion blanc sur case noire c3 · Roi noir sur case noire e3 · Pion blanc sur case blanche f3 · Pion blanc sur case noire g3 · Pion noir sur case blanche h3 · Pion blanc sur case noire b2 · Pion blanc sur case noire h2 · Tour blanche sur case noire a1 · Roi blanc sur case noire e1 · Tour blanche sur case blanche h1 | Pion blanc sur case blanche e6 · Pion noir sur case blanche d5 · Pion noir sur case blanche c4 · Pion noir sur case blanche g4 · Pion noir sur case blanche b3 · Pion blanc sur case noire c3 · Roi noir sur case noire e3 · Pion blanc sur case blanche f3 · Pion blanc sur case noire g3 · Pion noir sur case blanche h3 · Pion blanc sur case noire b2 · Pion blanc sur case noire h2 · Tour blanche sur case noire a1 · Roi blanc sur case noire e1 · Tour blanche sur case blanche h1 | Pion blanc sur case blanche e6 · Pion noir sur case blanche d5 · Pion noir sur case blanche c4 · Pion noir sur case blanche g4 · Pion noir sur case blanche b3 · Pion blanc sur case noire c3 · Roi noir sur case noire e3 · Pion blanc sur case blanche f3 · Pion blanc sur case noire g3 · Pion noir sur case blanche h3 · Pion blanc sur case noire b2 · Pion blanc sur case noire h2 · Tour blanche sur case noire a1 · Roi blanc sur case noire e1 · Tour blanche sur case blanche h1 | Pion blanc sur case blanche e6 · Pion noir sur case blanche d5 · Pion noir sur case blanche c4 · Pion noir sur case blanche g4 · Pion noir sur case blanche b3 · Pion blanc sur case noire c3 · Roi noir sur case noire e3 · Pion blanc sur case blanche f3 · Pion blanc sur case noire g3 · Pion noir sur case blanche h3 · Pion blanc sur case noire b2 · Pion blanc sur case noire h2 · Tour blanche sur case noire a1 · Roi blanc sur case noire e1 · Tour blanche sur case blanche h1 | Pion blanc sur case blanche e6 · Pion noir sur case blanche d5 · Pion noir sur case blanche c4 · Pion noir sur case blanche g4 · Pion noir sur case blanche b3 · Pion blanc sur case noire c3 · Roi noir sur case noire e3 · Pion blanc sur case blanche f3 · Pion blanc sur case noire g3 · Pion noir sur case blanche h3 · Pion blanc sur case noire b2 · Pion blanc sur case noire h2 · Tour blanche sur case noire a1 · Roi blanc sur case noire e1 · Tour blanche sur case blanche h1 | Pion blanc sur case blanche e6 · Pion noir sur case blanche d5 · Pion noir sur case blanche c4 · Pion noir sur case blanche g4 · Pion noir sur case blanche b3 · Pion blanc sur case noire c3 · Roi noir sur case noire e3 · Pion blanc sur case blanche f3 · Pion blanc sur case noire g3 · Pion noir sur case blanche h3 · Pion blanc sur case noire b2 · Pion blanc sur case noire h2 · Tour blanche sur case noire a1 · Roi blanc sur case noire e1 · Tour blanche sur case blanche h1 | Pion blanc sur case blanche e6 · Pion noir sur case blanche d5 · Pion noir sur case blanche c4 · Pion noir sur case blanche g4 · Pion noir sur case blanche b3 · Pion blanc sur case noire c3 · Roi noir sur case noire e3 · Pion blanc sur case blanche f3 · Pion blanc sur case noire g3 · Pion noir sur case blanche h3 · Pion blanc sur case noire b2 · Pion blanc sur case noire h2 · Tour blanche sur case noire a1 · Roi blanc sur case noire e1 · Tour blanche sur case blanche h1 | Pion blanc sur case blanche e6 · Pion noir sur case blanche d5 · Pion noir sur case blanche c4 · Pion noir sur case blanche g4 · Pion noir sur case blanche b3 · Pion blanc sur case noire c3 · Roi noir sur case noire e3 · Pion blanc sur case blanche f3 · Pion blanc sur case noire g3 · Pion noir sur case blanche h3 · Pion blanc sur case noire b2 · Pion blanc sur case noire h2 · Tour blanche sur case noire a1 · Roi blanc sur case noire e1 · Tour blanche sur case blanche h1 | 4 |
| 3 | Pion blanc sur case blanche e6 · Pion noir sur case blanche d5 · Pion noir sur case blanche c4 · Pion noir sur case blanche g4 · Pion noir sur case blanche b3 · Pion blanc sur case noire c3 · Roi noir sur case noire e3 · Pion blanc sur case blanche f3 · Pion blanc sur case noire g3 · Pion noir sur case blanche h3 · Pion blanc sur case noire b2 · Pion blanc sur case noire h2 · Tour blanche sur case noire a1 · Roi blanc sur case noire e1 · Tour blanche sur case blanche h1 | Pion blanc sur case blanche e6 · Pion noir sur case blanche d5 · Pion noir sur case blanche c4 · Pion noir sur case blanche g4 · Pion noir sur case blanche b3 · Pion blanc sur case noire c3 · Roi noir sur case noire e3 · Pion blanc sur case blanche f3 · Pion blanc sur case noire g3 · Pion noir sur case blanche h3 · Pion blanc sur case noire b2 · Pion blanc sur case noire h2 · Tour blanche sur case noire a1 · Roi blanc sur case noire e1 · Tour blanche sur case blanche h1 | Pion blanc sur case blanche e6 · Pion noir sur case blanche d5 · Pion noir sur case blanche c4 · Pion noir sur case blanche g4 · Pion noir sur case blanche b3 · Pion blanc sur case noire c3 · Roi noir sur case noire e3 · Pion blanc sur case blanche f3 · Pion blanc sur case noire g3 · Pion noir sur case blanche h3 · Pion blanc sur case noire b2 · Pion blanc sur case noire h2 · Tour blanche sur case noire a1 · Roi blanc sur case noire e1 · Tour blanche sur case blanche h1 | Pion blanc sur case blanche e6 · Pion noir sur case blanche d5 · Pion noir sur case blanche c4 · Pion noir sur case blanche g4 · Pion noir sur case blanche b3 · Pion blanc sur case noire c3 · Roi noir sur case noire e3 · Pion blanc sur case blanche f3 · Pion blanc sur case noire g3 · Pion noir sur case blanche h3 · Pion blanc sur case noire b2 · Pion blanc sur case noire h2 · Tour blanche sur case noire a1 · Roi blanc sur case noire e1 · Tour blanche sur case blanche h1 | Pion blanc sur case blanche e6 · Pion noir sur case blanche d5 · Pion noir sur case blanche c4 · Pion noir sur case blanche g4 · Pion noir sur case blanche b3 · Pion blanc sur case noire c3 · Roi noir sur case noire e3 · Pion blanc sur case blanche f3 · Pion blanc sur case noire g3 · Pion noir sur case blanche h3 · Pion blanc sur case noire b2 · Pion blanc sur case noire h2 · Tour blanche sur case noire a1 · Roi blanc sur case noire e1 · Tour blanche sur case blanche h1 | Pion blanc sur case blanche e6 · Pion noir sur case blanche d5 · Pion noir sur case blanche c4 · Pion noir sur case blanche g4 · Pion noir sur case blanche b3 · Pion blanc sur case noire c3 · Roi noir sur case noire e3 · Pion blanc sur case blanche f3 · Pion blanc sur case noire g3 · Pion noir sur case blanche h3 · Pion blanc sur case noire b2 · Pion blanc sur case noire h2 · Tour blanche sur case noire a1 · Roi blanc sur case noire e1 · Tour blanche sur case blanche h1 | Pion blanc sur case blanche e6 · Pion noir sur case blanche d5 · Pion noir sur case blanche c4 · Pion noir sur case blanche g4 · Pion noir sur case blanche b3 · Pion blanc sur case noire c3 · Roi noir sur case noire e3 · Pion blanc sur case blanche f3 · Pion blanc sur case noire g3 · Pion noir sur case blanche h3 · Pion blanc sur case noire b2 · Pion blanc sur case noire h2 · Tour blanche sur case noire a1 · Roi blanc sur case noire e1 · Tour blanche sur case blanche h1 | Pion blanc sur case blanche e6 · Pion noir sur case blanche d5 · Pion noir sur case blanche c4 · Pion noir sur case blanche g4 · Pion noir sur case blanche b3 · Pion blanc sur case noire c3 · Roi noir sur case noire e3 · Pion blanc sur case blanche f3 · Pion blanc sur case noire g3 · Pion noir sur case blanche h3 · Pion blanc sur case noire b2 · Pion blanc sur case noire h2 · Tour blanche sur case noire a1 · Roi blanc sur case noire e1 · Tour blanche sur case blanche h1 | 3 |
| 2 | Pion blanc sur case blanche e6 · Pion noir sur case blanche d5 · Pion noir sur case blanche c4 · Pion noir sur case blanche g4 · Pion noir sur case blanche b3 · Pion blanc sur case noire c3 · Roi noir sur case noire e3 · Pion blanc sur case blanche f3 · Pion blanc sur case noire g3 · Pion noir sur case blanche h3 · Pion blanc sur case noire b2 · Pion blanc sur case noire h2 · Tour blanche sur case noire a1 · Roi blanc sur case noire e1 · Tour blanche sur case blanche h1 | Pion blanc sur case blanche e6 · Pion noir sur case blanche d5 · Pion noir sur case blanche c4 · Pion noir sur case blanche g4 · Pion noir sur case blanche b3 · Pion blanc sur case noire c3 · Roi noir sur case noire e3 · Pion blanc sur case blanche f3 · Pion blanc sur case noire g3 · Pion noir sur case blanche h3 · Pion blanc sur case noire b2 · Pion blanc sur case noire h2 · Tour blanche sur case noire a1 · Roi blanc sur case noire e1 · Tour blanche sur case blanche h1 | Pion blanc sur case blanche e6 · Pion noir sur case blanche d5 · Pion noir sur case blanche c4 · Pion noir sur case blanche g4 · Pion noir sur case blanche b3 · Pion blanc sur case noire c3 · Roi noir sur case noire e3 · Pion blanc sur case blanche f3 · Pion blanc sur case noire g3 · Pion noir sur case blanche h3 · Pion blanc sur case noire b2 · Pion blanc sur case noire h2 · Tour blanche sur case noire a1 · Roi blanc sur case noire e1 · Tour blanche sur case blanche h1 | Pion blanc sur case blanche e6 · Pion noir sur case blanche d5 · Pion noir sur case blanche c4 · Pion noir sur case blanche g4 · Pion noir sur case blanche b3 · Pion blanc sur case noire c3 · Roi noir sur case noire e3 · Pion blanc sur case blanche f3 · Pion blanc sur case noire g3 · Pion noir sur case blanche h3 · Pion blanc sur case noire b2 · Pion blanc sur case noire h2 · Tour blanche sur case noire a1 · Roi blanc sur case noire e1 · Tour blanche sur case blanche h1 | Pion blanc sur case blanche e6 · Pion noir sur case blanche d5 · Pion noir sur case blanche c4 · Pion noir sur case blanche g4 · Pion noir sur case blanche b3 · Pion blanc sur case noire c3 · Roi noir sur case noire e3 · Pion blanc sur case blanche f3 · Pion blanc sur case noire g3 · Pion noir sur case blanche h3 · Pion blanc sur case noire b2 · Pion blanc sur case noire h2 · Tour blanche sur case noire a1 · Roi blanc sur case noire e1 · Tour blanche sur case blanche h1 | Pion blanc sur case blanche e6 · Pion noir sur case blanche d5 · Pion noir sur case blanche c4 · Pion noir sur case blanche g4 · Pion noir sur case blanche b3 · Pion blanc sur case noire c3 · Roi noir sur case noire e3 · Pion blanc sur case blanche f3 · Pion blanc sur case noire g3 · Pion noir sur case blanche h3 · Pion blanc sur case noire b2 · Pion blanc sur case noire h2 · Tour blanche sur case noire a1 · Roi blanc sur case noire e1 · Tour blanche sur case blanche h1 | Pion blanc sur case blanche e6 · Pion noir sur case blanche d5 · Pion noir sur case blanche c4 · Pion noir sur case blanche g4 · Pion noir sur case blanche b3 · Pion blanc sur case noire c3 · Roi noir sur case noire e3 · Pion blanc sur case blanche f3 · Pion blanc sur case noire g3 · Pion noir sur case blanche h3 · Pion blanc sur case noire b2 · Pion blanc sur case noire h2 · Tour blanche sur case noire a1 · Roi blanc sur case noire e1 · Tour blanche sur case blanche h1 | Pion blanc sur case blanche e6 · Pion noir sur case blanche d5 · Pion noir sur case blanche c4 · Pion noir sur case blanche g4 · Pion noir sur case blanche b3 · Pion blanc sur case noire c3 · Roi noir sur case noire e3 · Pion blanc sur case blanche f3 · Pion blanc sur case noire g3 · Pion noir sur case blanche h3 · Pion blanc sur case noire b2 · Pion blanc sur case noire h2 · Tour blanche sur case noire a1 · Roi blanc sur case noire e1 · Tour blanche sur case blanche h1 | 2 |
| 1 | Pion blanc sur case blanche e6 · Pion noir sur case blanche d5 · Pion noir sur case blanche c4 · Pion noir sur case blanche g4 · Pion noir sur case blanche b3 · Pion blanc sur case noire c3 · Roi noir sur case noire e3 · Pion blanc sur case blanche f3 · Pion blanc sur case noire g3 · Pion noir sur case blanche h3 · Pion blanc sur case noire b2 · Pion blanc sur case noire h2 · Tour blanche sur case noire a1 · Roi blanc sur case noire e1 · Tour blanche sur case blanche h1 | Pion blanc sur case blanche e6 · Pion noir sur case blanche d5 · Pion noir sur case blanche c4 · Pion noir sur case blanche g4 · Pion noir sur case blanche b3 · Pion blanc sur case noire c3 · Roi noir sur case noire e3 · Pion blanc sur case blanche f3 · Pion blanc sur case noire g3 · Pion noir sur case blanche h3 · Pion blanc sur case noire b2 · Pion blanc sur case noire h2 · Tour blanche sur case noire a1 · Roi blanc sur case noire e1 · Tour blanche sur case blanche h1 | Pion blanc sur case blanche e6 · Pion noir sur case blanche d5 · Pion noir sur case blanche c4 · Pion noir sur case blanche g4 · Pion noir sur case blanche b3 · Pion blanc sur case noire c3 · Roi noir sur case noire e3 · Pion blanc sur case blanche f3 · Pion blanc sur case noire g3 · Pion noir sur case blanche h3 · Pion blanc sur case noire b2 · Pion blanc sur case noire h2 · Tour blanche sur case noire a1 · Roi blanc sur case noire e1 · Tour blanche sur case blanche h1 | Pion blanc sur case blanche e6 · Pion noir sur case blanche d5 · Pion noir sur case blanche c4 · Pion noir sur case blanche g4 · Pion noir sur case blanche b3 · Pion blanc sur case noire c3 · Roi noir sur case noire e3 · Pion blanc sur case blanche f3 · Pion blanc sur case noire g3 · Pion noir sur case blanche h3 · Pion blanc sur case noire b2 · Pion blanc sur case noire h2 · Tour blanche sur case noire a1 · Roi blanc sur case noire e1 · Tour blanche sur case blanche h1 | Pion blanc sur case blanche e6 · Pion noir sur case blanche d5 · Pion noir sur case blanche c4 · Pion noir sur case blanche g4 · Pion noir sur case blanche b3 · Pion blanc sur case noire c3 · Roi noir sur case noire e3 · Pion blanc sur case blanche f3 · Pion blanc sur case noire g3 · Pion noir sur case blanche h3 · Pion blanc sur case noire b2 · Pion blanc sur case noire h2 · Tour blanche sur case noire a1 · Roi blanc sur case noire e1 · Tour blanche sur case blanche h1 | Pion blanc sur case blanche e6 · Pion noir sur case blanche d5 · Pion noir sur case blanche c4 · Pion noir sur case blanche g4 · Pion noir sur case blanche b3 · Pion blanc sur case noire c3 · Roi noir sur case noire e3 · Pion blanc sur case blanche f3 · Pion blanc sur case noire g3 · Pion noir sur case blanche h3 · Pion blanc sur case noire b2 · Pion blanc sur case noire h2 · Tour blanche sur case noire a1 · Roi blanc sur case noire e1 · Tour blanche sur case blanche h1 | Pion blanc sur case blanche e6 · Pion noir sur case blanche d5 · Pion noir sur case blanche c4 · Pion noir sur case blanche g4 · Pion noir sur case blanche b3 · Pion blanc sur case noire c3 · Roi noir sur case noire e3 · Pion blanc sur case blanche f3 · Pion blanc sur case noire g3 · Pion noir sur case blanche h3 · Pion blanc sur case noire b2 · Pion blanc sur case noire h2 · Tour blanche sur case noire a1 · Roi blanc sur case noire e1 · Tour blanche sur case blanche h1 | Pion blanc sur case blanche e6 · Pion noir sur case blanche d5 · Pion noir sur case blanche c4 · Pion noir sur case blanche g4 · Pion noir sur case blanche b3 · Pion blanc sur case noire c3 · Roi noir sur case noire e3 · Pion blanc sur case blanche f3 · Pion blanc sur case noire g3 · Pion noir sur case blanche h3 · Pion blanc sur case noire b2 · Pion blanc sur case noire h2 · Tour blanche sur case noire a1 · Roi blanc sur case noire e1 · Tour blanche sur case blanche h1 | 1 |
|   | a | b | c | d | e | f | g | h |   |

Un exemple plus tordu a été proposé par Tim Krabbé. Il se base sur une faille juridique dans les règles du roque. Sur le diagramme de gauche, Blanc doit mater en trois coups. La solution commence par 1. e7, ensuite les trois choix sont:
- 1... Rd3 2. e8=D gxf3 (un autre coup entraine De2#) 3. 0-0-0#
- 1... Rxf3 2. e8=T! (une sous-promotion), et ensuite: 
  - 2... d4 3. 0-0#

- - 2... Rg2 3. 0-0-0-0-0-0#!

Dans la dernière variante, Blanc effectue le roque avec sa tour nouvellement promue, déplaçant son roi sur e3 et cette tour en e2. Ce coup est légal stricto sensu puisque cette tour n'a jamais bougé de sa position. Par la suite, la FIDE a amendé les règles en exigeant que la Tour soit sur la même ligne que le Roi [réf. nécessaire].

## Positions ou séries de coups inhabituelles
Certains problèmes sont notables par leur position de départ extrêmement inhabituelle, qu'elle soit impossible à obtenir dans les règles ou simplement décorative. Un camp peut tout simplement posséder un écrasant avantage matériel. Dans cette catégorie, des thèmes plus sérieux peuvent également se trouver, comme le grotesque et l'Excelsior.

### Le mat dissimulé
|   | a | b | c | d | e | f | g | h |   |
| 8 | Fou blanc sur case blanche a8 · Fou blanc sur case noire h8 · Roi blanc sur case noire b6 · Pion blanc sur case noire a5 · Pion blanc sur case blanche d5 · Roi noir sur case blanche c4 · Cavalier blanc sur case noire c1 | Fou blanc sur case blanche a8 · Fou blanc sur case noire h8 · Roi blanc sur case noire b6 · Pion blanc sur case noire a5 · Pion blanc sur case blanche d5 · Roi noir sur case blanche c4 · Cavalier blanc sur case noire c1 | Fou blanc sur case blanche a8 · Fou blanc sur case noire h8 · Roi blanc sur case noire b6 · Pion blanc sur case noire a5 · Pion blanc sur case blanche d5 · Roi noir sur case blanche c4 · Cavalier blanc sur case noire c1 | Fou blanc sur case blanche a8 · Fou blanc sur case noire h8 · Roi blanc sur case noire b6 · Pion blanc sur case noire a5 · Pion blanc sur case blanche d5 · Roi noir sur case blanche c4 · Cavalier blanc sur case noire c1 | Fou blanc sur case blanche a8 · Fou blanc sur case noire h8 · Roi blanc sur case noire b6 · Pion blanc sur case noire a5 · Pion blanc sur case blanche d5 · Roi noir sur case blanche c4 · Cavalier blanc sur case noire c1 | Fou blanc sur case blanche a8 · Fou blanc sur case noire h8 · Roi blanc sur case noire b6 · Pion blanc sur case noire a5 · Pion blanc sur case blanche d5 · Roi noir sur case blanche c4 · Cavalier blanc sur case noire c1 | Fou blanc sur case blanche a8 · Fou blanc sur case noire h8 · Roi blanc sur case noire b6 · Pion blanc sur case noire a5 · Pion blanc sur case blanche d5 · Roi noir sur case blanche c4 · Cavalier blanc sur case noire c1 | Fou blanc sur case blanche a8 · Fou blanc sur case noire h8 · Roi blanc sur case noire b6 · Pion blanc sur case noire a5 · Pion blanc sur case blanche d5 · Roi noir sur case blanche c4 · Cavalier blanc sur case noire c1 | 8 |
| 7 | Fou blanc sur case blanche a8 · Fou blanc sur case noire h8 · Roi blanc sur case noire b6 · Pion blanc sur case noire a5 · Pion blanc sur case blanche d5 · Roi noir sur case blanche c4 · Cavalier blanc sur case noire c1 | Fou blanc sur case blanche a8 · Fou blanc sur case noire h8 · Roi blanc sur case noire b6 · Pion blanc sur case noire a5 · Pion blanc sur case blanche d5 · Roi noir sur case blanche c4 · Cavalier blanc sur case noire c1 | Fou blanc sur case blanche a8 · Fou blanc sur case noire h8 · Roi blanc sur case noire b6 · Pion blanc sur case noire a5 · Pion blanc sur case blanche d5 · Roi noir sur case blanche c4 · Cavalier blanc sur case noire c1 | Fou blanc sur case blanche a8 · Fou blanc sur case noire h8 · Roi blanc sur case noire b6 · Pion blanc sur case noire a5 · Pion blanc sur case blanche d5 · Roi noir sur case blanche c4 · Cavalier blanc sur case noire c1 | Fou blanc sur case blanche a8 · Fou blanc sur case noire h8 · Roi blanc sur case noire b6 · Pion blanc sur case noire a5 · Pion blanc sur case blanche d5 · Roi noir sur case blanche c4 · Cavalier blanc sur case noire c1 | Fou blanc sur case blanche a8 · Fou blanc sur case noire h8 · Roi blanc sur case noire b6 · Pion blanc sur case noire a5 · Pion blanc sur case blanche d5 · Roi noir sur case blanche c4 · Cavalier blanc sur case noire c1 | Fou blanc sur case blanche a8 · Fou blanc sur case noire h8 · Roi blanc sur case noire b6 · Pion blanc sur case noire a5 · Pion blanc sur case blanche d5 · Roi noir sur case blanche c4 · Cavalier blanc sur case noire c1 | Fou blanc sur case blanche a8 · Fou blanc sur case noire h8 · Roi blanc sur case noire b6 · Pion blanc sur case noire a5 · Pion blanc sur case blanche d5 · Roi noir sur case blanche c4 · Cavalier blanc sur case noire c1 | 7 |
| 6 | Fou blanc sur case blanche a8 · Fou blanc sur case noire h8 · Roi blanc sur case noire b6 · Pion blanc sur case noire a5 · Pion blanc sur case blanche d5 · Roi noir sur case blanche c4 · Cavalier blanc sur case noire c1 | Fou blanc sur case blanche a8 · Fou blanc sur case noire h8 · Roi blanc sur case noire b6 · Pion blanc sur case noire a5 · Pion blanc sur case blanche d5 · Roi noir sur case blanche c4 · Cavalier blanc sur case noire c1 | Fou blanc sur case blanche a8 · Fou blanc sur case noire h8 · Roi blanc sur case noire b6 · Pion blanc sur case noire a5 · Pion blanc sur case blanche d5 · Roi noir sur case blanche c4 · Cavalier blanc sur case noire c1 | Fou blanc sur case blanche a8 · Fou blanc sur case noire h8 · Roi blanc sur case noire b6 · Pion blanc sur case noire a5 · Pion blanc sur case blanche d5 · Roi noir sur case blanche c4 · Cavalier blanc sur case noire c1 | Fou blanc sur case blanche a8 · Fou blanc sur case noire h8 · Roi blanc sur case noire b6 · Pion blanc sur case noire a5 · Pion blanc sur case blanche d5 · Roi noir sur case blanche c4 · Cavalier blanc sur case noire c1 | Fou blanc sur case blanche a8 · Fou blanc sur case noire h8 · Roi blanc sur case noire b6 · Pion blanc sur case noire a5 · Pion blanc sur case blanche d5 · Roi noir sur case blanche c4 · Cavalier blanc sur case noire c1 | Fou blanc sur case blanche a8 · Fou blanc sur case noire h8 · Roi blanc sur case noire b6 · Pion blanc sur case noire a5 · Pion blanc sur case blanche d5 · Roi noir sur case blanche c4 · Cavalier blanc sur case noire c1 | Fou blanc sur case blanche a8 · Fou blanc sur case noire h8 · Roi blanc sur case noire b6 · Pion blanc sur case noire a5 · Pion blanc sur case blanche d5 · Roi noir sur case blanche c4 · Cavalier blanc sur case noire c1 | 6 |
| 5 | Fou blanc sur case blanche a8 · Fou blanc sur case noire h8 · Roi blanc sur case noire b6 · Pion blanc sur case noire a5 · Pion blanc sur case blanche d5 · Roi noir sur case blanche c4 · Cavalier blanc sur case noire c1 | Fou blanc sur case blanche a8 · Fou blanc sur case noire h8 · Roi blanc sur case noire b6 · Pion blanc sur case noire a5 · Pion blanc sur case blanche d5 · Roi noir sur case blanche c4 · Cavalier blanc sur case noire c1 | Fou blanc sur case blanche a8 · Fou blanc sur case noire h8 · Roi blanc sur case noire b6 · Pion blanc sur case noire a5 · Pion blanc sur case blanche d5 · Roi noir sur case blanche c4 · Cavalier blanc sur case noire c1 | Fou blanc sur case blanche a8 · Fou blanc sur case noire h8 · Roi blanc sur case noire b6 · Pion blanc sur case noire a5 · Pion blanc sur case blanche d5 · Roi noir sur case blanche c4 · Cavalier blanc sur case noire c1 | Fou blanc sur case blanche a8 · Fou blanc sur case noire h8 · Roi blanc sur case noire b6 · Pion blanc sur case noire a5 · Pion blanc sur case blanche d5 · Roi noir sur case blanche c4 · Cavalier blanc sur case noire c1 | Fou blanc sur case blanche a8 · Fou blanc sur case noire h8 · Roi blanc sur case noire b6 · Pion blanc sur case noire a5 · Pion blanc sur case blanche d5 · Roi noir sur case blanche c4 · Cavalier blanc sur case noire c1 | Fou blanc sur case blanche a8 · Fou blanc sur case noire h8 · Roi blanc sur case noire b6 · Pion blanc sur case noire a5 · Pion blanc sur case blanche d5 · Roi noir sur case blanche c4 · Cavalier blanc sur case noire c1 | Fou blanc sur case blanche a8 · Fou blanc sur case noire h8 · Roi blanc sur case noire b6 · Pion blanc sur case noire a5 · Pion blanc sur case blanche d5 · Roi noir sur case blanche c4 · Cavalier blanc sur case noire c1 | 5 |
| 4 | Fou blanc sur case blanche a8 · Fou blanc sur case noire h8 · Roi blanc sur case noire b6 · Pion blanc sur case noire a5 · Pion blanc sur case blanche d5 · Roi noir sur case blanche c4 · Cavalier blanc sur case noire c1 | Fou blanc sur case blanche a8 · Fou blanc sur case noire h8 · Roi blanc sur case noire b6 · Pion blanc sur case noire a5 · Pion blanc sur case blanche d5 · Roi noir sur case blanche c4 · Cavalier blanc sur case noire c1 | Fou blanc sur case blanche a8 · Fou blanc sur case noire h8 · Roi blanc sur case noire b6 · Pion blanc sur case noire a5 · Pion blanc sur case blanche d5 · Roi noir sur case blanche c4 · Cavalier blanc sur case noire c1 | Fou blanc sur case blanche a8 · Fou blanc sur case noire h8 · Roi blanc sur case noire b6 · Pion blanc sur case noire a5 · Pion blanc sur case blanche d5 · Roi noir sur case blanche c4 · Cavalier blanc sur case noire c1 | Fou blanc sur case blanche a8 · Fou blanc sur case noire h8 · Roi blanc sur case noire b6 · Pion blanc sur case noire a5 · Pion blanc sur case blanche d5 · Roi noir sur case blanche c4 · Cavalier blanc sur case noire c1 | Fou blanc sur case blanche a8 · Fou blanc sur case noire h8 · Roi blanc sur case noire b6 · Pion blanc sur case noire a5 · Pion blanc sur case blanche d5 · Roi noir sur case blanche c4 · Cavalier blanc sur case noire c1 | Fou blanc sur case blanche a8 · Fou blanc sur case noire h8 · Roi blanc sur case noire b6 · Pion blanc sur case noire a5 · Pion blanc sur case blanche d5 · Roi noir sur case blanche c4 · Cavalier blanc sur case noire c1 | Fou blanc sur case blanche a8 · Fou blanc sur case noire h8 · Roi blanc sur case noire b6 · Pion blanc sur case noire a5 · Pion blanc sur case blanche d5 · Roi noir sur case blanche c4 · Cavalier blanc sur case noire c1 | 4 |
| 3 | Fou blanc sur case blanche a8 · Fou blanc sur case noire h8 · Roi blanc sur case noire b6 · Pion blanc sur case noire a5 · Pion blanc sur case blanche d5 · Roi noir sur case blanche c4 · Cavalier blanc sur case noire c1 | Fou blanc sur case blanche a8 · Fou blanc sur case noire h8 · Roi blanc sur case noire b6 · Pion blanc sur case noire a5 · Pion blanc sur case blanche d5 · Roi noir sur case blanche c4 · Cavalier blanc sur case noire c1 | Fou blanc sur case blanche a8 · Fou blanc sur case noire h8 · Roi blanc sur case noire b6 · Pion blanc sur case noire a5 · Pion blanc sur case blanche d5 · Roi noir sur case blanche c4 · Cavalier blanc sur case noire c1 | Fou blanc sur case blanche a8 · Fou blanc sur case noire h8 · Roi blanc sur case noire b6 · Pion blanc sur case noire a5 · Pion blanc sur case blanche d5 · Roi noir sur case blanche c4 · Cavalier blanc sur case noire c1 | Fou blanc sur case blanche a8 · Fou blanc sur case noire h8 · Roi blanc sur case noire b6 · Pion blanc sur case noire a5 · Pion blanc sur case blanche d5 · Roi noir sur case blanche c4 · Cavalier blanc sur case noire c1 | Fou blanc sur case blanche a8 · Fou blanc sur case noire h8 · Roi blanc sur case noire b6 · Pion blanc sur case noire a5 · Pion blanc sur case blanche d5 · Roi noir sur case blanche c4 · Cavalier blanc sur case noire c1 | Fou blanc sur case blanche a8 · Fou blanc sur case noire h8 · Roi blanc sur case noire b6 · Pion blanc sur case noire a5 · Pion blanc sur case blanche d5 · Roi noir sur case blanche c4 · Cavalier blanc sur case noire c1 | Fou blanc sur case blanche a8 · Fou blanc sur case noire h8 · Roi blanc sur case noire b6 · Pion blanc sur case noire a5 · Pion blanc sur case blanche d5 · Roi noir sur case blanche c4 · Cavalier blanc sur case noire c1 | 3 |
| 2 | Fou blanc sur case blanche a8 · Fou blanc sur case noire h8 · Roi blanc sur case noire b6 · Pion blanc sur case noire a5 · Pion blanc sur case blanche d5 · Roi noir sur case blanche c4 · Cavalier blanc sur case noire c1 | Fou blanc sur case blanche a8 · Fou blanc sur case noire h8 · Roi blanc sur case noire b6 · Pion blanc sur case noire a5 · Pion blanc sur case blanche d5 · Roi noir sur case blanche c4 · Cavalier blanc sur case noire c1 | Fou blanc sur case blanche a8 · Fou blanc sur case noire h8 · Roi blanc sur case noire b6 · Pion blanc sur case noire a5 · Pion blanc sur case blanche d5 · Roi noir sur case blanche c4 · Cavalier blanc sur case noire c1 | Fou blanc sur case blanche a8 · Fou blanc sur case noire h8 · Roi blanc sur case noire b6 · Pion blanc sur case noire a5 · Pion blanc sur case blanche d5 · Roi noir sur case blanche c4 · Cavalier blanc sur case noire c1 | Fou blanc sur case blanche a8 · Fou blanc sur case noire h8 · Roi blanc sur case noire b6 · Pion blanc sur case noire a5 · Pion blanc sur case blanche d5 · Roi noir sur case blanche c4 · Cavalier blanc sur case noire c1 | Fou blanc sur case blanche a8 · Fou blanc sur case noire h8 · Roi blanc sur case noire b6 · Pion blanc sur case noire a5 · Pion blanc sur case blanche d5 · Roi noir sur case blanche c4 · Cavalier blanc sur case noire c1 | Fou blanc sur case blanche a8 · Fou blanc sur case noire h8 · Roi blanc sur case noire b6 · Pion blanc sur case noire a5 · Pion blanc sur case blanche d5 · Roi noir sur case blanche c4 · Cavalier blanc sur case noire c1 | Fou blanc sur case blanche a8 · Fou blanc sur case noire h8 · Roi blanc sur case noire b6 · Pion blanc sur case noire a5 · Pion blanc sur case blanche d5 · Roi noir sur case blanche c4 · Cavalier blanc sur case noire c1 | 2 |
| 1 | Fou blanc sur case blanche a8 · Fou blanc sur case noire h8 · Roi blanc sur case noire b6 · Pion blanc sur case noire a5 · Pion blanc sur case blanche d5 · Roi noir sur case blanche c4 · Cavalier blanc sur case noire c1 | Fou blanc sur case blanche a8 · Fou blanc sur case noire h8 · Roi blanc sur case noire b6 · Pion blanc sur case noire a5 · Pion blanc sur case blanche d5 · Roi noir sur case blanche c4 · Cavalier blanc sur case noire c1 | Fou blanc sur case blanche a8 · Fou blanc sur case noire h8 · Roi blanc sur case noire b6 · Pion blanc sur case noire a5 · Pion blanc sur case blanche d5 · Roi noir sur case blanche c4 · Cavalier blanc sur case noire c1 | Fou blanc sur case blanche a8 · Fou blanc sur case noire h8 · Roi blanc sur case noire b6 · Pion blanc sur case noire a5 · Pion blanc sur case blanche d5 · Roi noir sur case blanche c4 · Cavalier blanc sur case noire c1 | Fou blanc sur case blanche a8 · Fou blanc sur case noire h8 · Roi blanc sur case noire b6 · Pion blanc sur case noire a5 · Pion blanc sur case blanche d5 · Roi noir sur case blanche c4 · Cavalier blanc sur case noire c1 | Fou blanc sur case blanche a8 · Fou blanc sur case noire h8 · Roi blanc sur case noire b6 · Pion blanc sur case noire a5 · Pion blanc sur case blanche d5 · Roi noir sur case blanche c4 · Cavalier blanc sur case noire c1 | Fou blanc sur case blanche a8 · Fou blanc sur case noire h8 · Roi blanc sur case noire b6 · Pion blanc sur case noire a5 · Pion blanc sur case blanche d5 · Roi noir sur case blanche c4 · Cavalier blanc sur case noire c1 | Fou blanc sur case blanche a8 · Fou blanc sur case noire h8 · Roi blanc sur case noire b6 · Pion blanc sur case noire a5 · Pion blanc sur case blanche d5 · Roi noir sur case blanche c4 · Cavalier blanc sur case noire c1 | 1 |
|   | a | b | c | d | e | f | g | h |   |

La clé pour comprendre comment le roi noir peut être mat... est simplement de comprendre que le plateau d'échecs est placé dans le mauvais sens. En le tournant de 180°, la position reprend son sens.

### Le retour au pays
|   | a | b | c | d | e | f | g | h |   |
| 8 | Dame blanche sur case noire d8 · Pion noir sur case noire a7 · Pion blanc sur case blanche a6 · Pion blanc sur case noire b6 · Pion noir sur case noire f6 · Tour blanche sur case noire a5 · Pion blanc sur case blanche f5 · Pion noir sur case noire b4 · Pion blanc sur case blanche c4 · Pion noir sur case noire f4 · Pion blanc sur case noire h4 · Cavalier blanc sur case noire a3 · Fou blanc sur case noire e3 · Cavalier blanc sur case blanche f3 · Roi noir sur case blanche a2 · Tour noire sur case noire b2 · Fou blanc sur case blanche e2 · Roi blanc sur case noire f2 · Pion blanc sur case noire h2 · Tour blanche sur case noire e1 | Dame blanche sur case noire d8 · Pion noir sur case noire a7 · Pion blanc sur case blanche a6 · Pion blanc sur case noire b6 · Pion noir sur case noire f6 · Tour blanche sur case noire a5 · Pion blanc sur case blanche f5 · Pion noir sur case noire b4 · Pion blanc sur case blanche c4 · Pion noir sur case noire f4 · Pion blanc sur case noire h4 · Cavalier blanc sur case noire a3 · Fou blanc sur case noire e3 · Cavalier blanc sur case blanche f3 · Roi noir sur case blanche a2 · Tour noire sur case noire b2 · Fou blanc sur case blanche e2 · Roi blanc sur case noire f2 · Pion blanc sur case noire h2 · Tour blanche sur case noire e1 | Dame blanche sur case noire d8 · Pion noir sur case noire a7 · Pion blanc sur case blanche a6 · Pion blanc sur case noire b6 · Pion noir sur case noire f6 · Tour blanche sur case noire a5 · Pion blanc sur case blanche f5 · Pion noir sur case noire b4 · Pion blanc sur case blanche c4 · Pion noir sur case noire f4 · Pion blanc sur case noire h4 · Cavalier blanc sur case noire a3 · Fou blanc sur case noire e3 · Cavalier blanc sur case blanche f3 · Roi noir sur case blanche a2 · Tour noire sur case noire b2 · Fou blanc sur case blanche e2 · Roi blanc sur case noire f2 · Pion blanc sur case noire h2 · Tour blanche sur case noire e1 | Dame blanche sur case noire d8 · Pion noir sur case noire a7 · Pion blanc sur case blanche a6 · Pion blanc sur case noire b6 · Pion noir sur case noire f6 · Tour blanche sur case noire a5 · Pion blanc sur case blanche f5 · Pion noir sur case noire b4 · Pion blanc sur case blanche c4 · Pion noir sur case noire f4 · Pion blanc sur case noire h4 · Cavalier blanc sur case noire a3 · Fou blanc sur case noire e3 · Cavalier blanc sur case blanche f3 · Roi noir sur case blanche a2 · Tour noire sur case noire b2 · Fou blanc sur case blanche e2 · Roi blanc sur case noire f2 · Pion blanc sur case noire h2 · Tour blanche sur case noire e1 | Dame blanche sur case noire d8 · Pion noir sur case noire a7 · Pion blanc sur case blanche a6 · Pion blanc sur case noire b6 · Pion noir sur case noire f6 · Tour blanche sur case noire a5 · Pion blanc sur case blanche f5 · Pion noir sur case noire b4 · Pion blanc sur case blanche c4 · Pion noir sur case noire f4 · Pion blanc sur case noire h4 · Cavalier blanc sur case noire a3 · Fou blanc sur case noire e3 · Cavalier blanc sur case blanche f3 · Roi noir sur case blanche a2 · Tour noire sur case noire b2 · Fou blanc sur case blanche e2 · Roi blanc sur case noire f2 · Pion blanc sur case noire h2 · Tour blanche sur case noire e1 | Dame blanche sur case noire d8 · Pion noir sur case noire a7 · Pion blanc sur case blanche a6 · Pion blanc sur case noire b6 · Pion noir sur case noire f6 · Tour blanche sur case noire a5 · Pion blanc sur case blanche f5 · Pion noir sur case noire b4 · Pion blanc sur case blanche c4 · Pion noir sur case noire f4 · Pion blanc sur case noire h4 · Cavalier blanc sur case noire a3 · Fou blanc sur case noire e3 · Cavalier blanc sur case blanche f3 · Roi noir sur case blanche a2 · Tour noire sur case noire b2 · Fou blanc sur case blanche e2 · Roi blanc sur case noire f2 · Pion blanc sur case noire h2 · Tour blanche sur case noire e1 | Dame blanche sur case noire d8 · Pion noir sur case noire a7 · Pion blanc sur case blanche a6 · Pion blanc sur case noire b6 · Pion noir sur case noire f6 · Tour blanche sur case noire a5 · Pion blanc sur case blanche f5 · Pion noir sur case noire b4 · Pion blanc sur case blanche c4 · Pion noir sur case noire f4 · Pion blanc sur case noire h4 · Cavalier blanc sur case noire a3 · Fou blanc sur case noire e3 · Cavalier blanc sur case blanche f3 · Roi noir sur case blanche a2 · Tour noire sur case noire b2 · Fou blanc sur case blanche e2 · Roi blanc sur case noire f2 · Pion blanc sur case noire h2 · Tour blanche sur case noire e1 | Dame blanche sur case noire d8 · Pion noir sur case noire a7 · Pion blanc sur case blanche a6 · Pion blanc sur case noire b6 · Pion noir sur case noire f6 · Tour blanche sur case noire a5 · Pion blanc sur case blanche f5 · Pion noir sur case noire b4 · Pion blanc sur case blanche c4 · Pion noir sur case noire f4 · Pion blanc sur case noire h4 · Cavalier blanc sur case noire a3 · Fou blanc sur case noire e3 · Cavalier blanc sur case blanche f3 · Roi noir sur case blanche a2 · Tour noire sur case noire b2 · Fou blanc sur case blanche e2 · Roi blanc sur case noire f2 · Pion blanc sur case noire h2 · Tour blanche sur case noire e1 | 8 |
| 7 | Dame blanche sur case noire d8 · Pion noir sur case noire a7 · Pion blanc sur case blanche a6 · Pion blanc sur case noire b6 · Pion noir sur case noire f6 · Tour blanche sur case noire a5 · Pion blanc sur case blanche f5 · Pion noir sur case noire b4 · Pion blanc sur case blanche c4 · Pion noir sur case noire f4 · Pion blanc sur case noire h4 · Cavalier blanc sur case noire a3 · Fou blanc sur case noire e3 · Cavalier blanc sur case blanche f3 · Roi noir sur case blanche a2 · Tour noire sur case noire b2 · Fou blanc sur case blanche e2 · Roi blanc sur case noire f2 · Pion blanc sur case noire h2 · Tour blanche sur case noire e1 | Dame blanche sur case noire d8 · Pion noir sur case noire a7 · Pion blanc sur case blanche a6 · Pion blanc sur case noire b6 · Pion noir sur case noire f6 · Tour blanche sur case noire a5 · Pion blanc sur case blanche f5 · Pion noir sur case noire b4 · Pion blanc sur case blanche c4 · Pion noir sur case noire f4 · Pion blanc sur case noire h4 · Cavalier blanc sur case noire a3 · Fou blanc sur case noire e3 · Cavalier blanc sur case blanche f3 · Roi noir sur case blanche a2 · Tour noire sur case noire b2 · Fou blanc sur case blanche e2 · Roi blanc sur case noire f2 · Pion blanc sur case noire h2 · Tour blanche sur case noire e1 | Dame blanche sur case noire d8 · Pion noir sur case noire a7 · Pion blanc sur case blanche a6 · Pion blanc sur case noire b6 · Pion noir sur case noire f6 · Tour blanche sur case noire a5 · Pion blanc sur case blanche f5 · Pion noir sur case noire b4 · Pion blanc sur case blanche c4 · Pion noir sur case noire f4 · Pion blanc sur case noire h4 · Cavalier blanc sur case noire a3 · Fou blanc sur case noire e3 · Cavalier blanc sur case blanche f3 · Roi noir sur case blanche a2 · Tour noire sur case noire b2 · Fou blanc sur case blanche e2 · Roi blanc sur case noire f2 · Pion blanc sur case noire h2 · Tour blanche sur case noire e1 | Dame blanche sur case noire d8 · Pion noir sur case noire a7 · Pion blanc sur case blanche a6 · Pion blanc sur case noire b6 · Pion noir sur case noire f6 · Tour blanche sur case noire a5 · Pion blanc sur case blanche f5 · Pion noir sur case noire b4 · Pion blanc sur case blanche c4 · Pion noir sur case noire f4 · Pion blanc sur case noire h4 · Cavalier blanc sur case noire a3 · Fou blanc sur case noire e3 · Cavalier blanc sur case blanche f3 · Roi noir sur case blanche a2 · Tour noire sur case noire b2 · Fou blanc sur case blanche e2 · Roi blanc sur case noire f2 · Pion blanc sur case noire h2 · Tour blanche sur case noire e1 | Dame blanche sur case noire d8 · Pion noir sur case noire a7 · Pion blanc sur case blanche a6 · Pion blanc sur case noire b6 · Pion noir sur case noire f6 · Tour blanche sur case noire a5 · Pion blanc sur case blanche f5 · Pion noir sur case noire b4 · Pion blanc sur case blanche c4 · Pion noir sur case noire f4 · Pion blanc sur case noire h4 · Cavalier blanc sur case noire a3 · Fou blanc sur case noire e3 · Cavalier blanc sur case blanche f3 · Roi noir sur case blanche a2 · Tour noire sur case noire b2 · Fou blanc sur case blanche e2 · Roi blanc sur case noire f2 · Pion blanc sur case noire h2 · Tour blanche sur case noire e1 | Dame blanche sur case noire d8 · Pion noir sur case noire a7 · Pion blanc sur case blanche a6 · Pion blanc sur case noire b6 · Pion noir sur case noire f6 · Tour blanche sur case noire a5 · Pion blanc sur case blanche f5 · Pion noir sur case noire b4 · Pion blanc sur case blanche c4 · Pion noir sur case noire f4 · Pion blanc sur case noire h4 · Cavalier blanc sur case noire a3 · Fou blanc sur case noire e3 · Cavalier blanc sur case blanche f3 · Roi noir sur case blanche a2 · Tour noire sur case noire b2 · Fou blanc sur case blanche e2 · Roi blanc sur case noire f2 · Pion blanc sur case noire h2 · Tour blanche sur case noire e1 | Dame blanche sur case noire d8 · Pion noir sur case noire a7 · Pion blanc sur case blanche a6 · Pion blanc sur case noire b6 · Pion noir sur case noire f6 · Tour blanche sur case noire a5 · Pion blanc sur case blanche f5 · Pion noir sur case noire b4 · Pion blanc sur case blanche c4 · Pion noir sur case noire f4 · Pion blanc sur case noire h4 · Cavalier blanc sur case noire a3 · Fou blanc sur case noire e3 · Cavalier blanc sur case blanche f3 · Roi noir sur case blanche a2 · Tour noire sur case noire b2 · Fou blanc sur case blanche e2 · Roi blanc sur case noire f2 · Pion blanc sur case noire h2 · Tour blanche sur case noire e1 | Dame blanche sur case noire d8 · Pion noir sur case noire a7 · Pion blanc sur case blanche a6 · Pion blanc sur case noire b6 · Pion noir sur case noire f6 · Tour blanche sur case noire a5 · Pion blanc sur case blanche f5 · Pion noir sur case noire b4 · Pion blanc sur case blanche c4 · Pion noir sur case noire f4 · Pion blanc sur case noire h4 · Cavalier blanc sur case noire a3 · Fou blanc sur case noire e3 · Cavalier blanc sur case blanche f3 · Roi noir sur case blanche a2 · Tour noire sur case noire b2 · Fou blanc sur case blanche e2 · Roi blanc sur case noire f2 · Pion blanc sur case noire h2 · Tour blanche sur case noire e1 | 7 |
| 6 | Dame blanche sur case noire d8 · Pion noir sur case noire a7 · Pion blanc sur case blanche a6 · Pion blanc sur case noire b6 · Pion noir sur case noire f6 · Tour blanche sur case noire a5 · Pion blanc sur case blanche f5 · Pion noir sur case noire b4 · Pion blanc sur case blanche c4 · Pion noir sur case noire f4 · Pion blanc sur case noire h4 · Cavalier blanc sur case noire a3 · Fou blanc sur case noire e3 · Cavalier blanc sur case blanche f3 · Roi noir sur case blanche a2 · Tour noire sur case noire b2 · Fou blanc sur case blanche e2 · Roi blanc sur case noire f2 · Pion blanc sur case noire h2 · Tour blanche sur case noire e1 | Dame blanche sur case noire d8 · Pion noir sur case noire a7 · Pion blanc sur case blanche a6 · Pion blanc sur case noire b6 · Pion noir sur case noire f6 · Tour blanche sur case noire a5 · Pion blanc sur case blanche f5 · Pion noir sur case noire b4 · Pion blanc sur case blanche c4 · Pion noir sur case noire f4 · Pion blanc sur case noire h4 · Cavalier blanc sur case noire a3 · Fou blanc sur case noire e3 · Cavalier blanc sur case blanche f3 · Roi noir sur case blanche a2 · Tour noire sur case noire b2 · Fou blanc sur case blanche e2 · Roi blanc sur case noire f2 · Pion blanc sur case noire h2 · Tour blanche sur case noire e1 | Dame blanche sur case noire d8 · Pion noir sur case noire a7 · Pion blanc sur case blanche a6 · Pion blanc sur case noire b6 · Pion noir sur case noire f6 · Tour blanche sur case noire a5 · Pion blanc sur case blanche f5 · Pion noir sur case noire b4 · Pion blanc sur case blanche c4 · Pion noir sur case noire f4 · Pion blanc sur case noire h4 · Cavalier blanc sur case noire a3 · Fou blanc sur case noire e3 · Cavalier blanc sur case blanche f3 · Roi noir sur case blanche a2 · Tour noire sur case noire b2 · Fou blanc sur case blanche e2 · Roi blanc sur case noire f2 · Pion blanc sur case noire h2 · Tour blanche sur case noire e1 | Dame blanche sur case noire d8 · Pion noir sur case noire a7 · Pion blanc sur case blanche a6 · Pion blanc sur case noire b6 · Pion noir sur case noire f6 · Tour blanche sur case noire a5 · Pion blanc sur case blanche f5 · Pion noir sur case noire b4 · Pion blanc sur case blanche c4 · Pion noir sur case noire f4 · Pion blanc sur case noire h4 · Cavalier blanc sur case noire a3 · Fou blanc sur case noire e3 · Cavalier blanc sur case blanche f3 · Roi noir sur case blanche a2 · Tour noire sur case noire b2 · Fou blanc sur case blanche e2 · Roi blanc sur case noire f2 · Pion blanc sur case noire h2 · Tour blanche sur case noire e1 | Dame blanche sur case noire d8 · Pion noir sur case noire a7 · Pion blanc sur case blanche a6 · Pion blanc sur case noire b6 · Pion noir sur case noire f6 · Tour blanche sur case noire a5 · Pion blanc sur case blanche f5 · Pion noir sur case noire b4 · Pion blanc sur case blanche c4 · Pion noir sur case noire f4 · Pion blanc sur case noire h4 · Cavalier blanc sur case noire a3 · Fou blanc sur case noire e3 · Cavalier blanc sur case blanche f3 · Roi noir sur case blanche a2 · Tour noire sur case noire b2 · Fou blanc sur case blanche e2 · Roi blanc sur case noire f2 · Pion blanc sur case noire h2 · Tour blanche sur case noire e1 | Dame blanche sur case noire d8 · Pion noir sur case noire a7 · Pion blanc sur case blanche a6 · Pion blanc sur case noire b6 · Pion noir sur case noire f6 · Tour blanche sur case noire a5 · Pion blanc sur case blanche f5 · Pion noir sur case noire b4 · Pion blanc sur case blanche c4 · Pion noir sur case noire f4 · Pion blanc sur case noire h4 · Cavalier blanc sur case noire a3 · Fou blanc sur case noire e3 · Cavalier blanc sur case blanche f3 · Roi noir sur case blanche a2 · Tour noire sur case noire b2 · Fou blanc sur case blanche e2 · Roi blanc sur case noire f2 · Pion blanc sur case noire h2 · Tour blanche sur case noire e1 | Dame blanche sur case noire d8 · Pion noir sur case noire a7 · Pion blanc sur case blanche a6 · Pion blanc sur case noire b6 · Pion noir sur case noire f6 · Tour blanche sur case noire a5 · Pion blanc sur case blanche f5 · Pion noir sur case noire b4 · Pion blanc sur case blanche c4 · Pion noir sur case noire f4 · Pion blanc sur case noire h4 · Cavalier blanc sur case noire a3 · Fou blanc sur case noire e3 · Cavalier blanc sur case blanche f3 · Roi noir sur case blanche a2 · Tour noire sur case noire b2 · Fou blanc sur case blanche e2 · Roi blanc sur case noire f2 · Pion blanc sur case noire h2 · Tour blanche sur case noire e1 | Dame blanche sur case noire d8 · Pion noir sur case noire a7 · Pion blanc sur case blanche a6 · Pion blanc sur case noire b6 · Pion noir sur case noire f6 · Tour blanche sur case noire a5 · Pion blanc sur case blanche f5 · Pion noir sur case noire b4 · Pion blanc sur case blanche c4 · Pion noir sur case noire f4 · Pion blanc sur case noire h4 · Cavalier blanc sur case noire a3 · Fou blanc sur case noire e3 · Cavalier blanc sur case blanche f3 · Roi noir sur case blanche a2 · Tour noire sur case noire b2 · Fou blanc sur case blanche e2 · Roi blanc sur case noire f2 · Pion blanc sur case noire h2 · Tour blanche sur case noire e1 | 6 |
| 5 | Dame blanche sur case noire d8 · Pion noir sur case noire a7 · Pion blanc sur case blanche a6 · Pion blanc sur case noire b6 · Pion noir sur case noire f6 · Tour blanche sur case noire a5 · Pion blanc sur case blanche f5 · Pion noir sur case noire b4 · Pion blanc sur case blanche c4 · Pion noir sur case noire f4 · Pion blanc sur case noire h4 · Cavalier blanc sur case noire a3 · Fou blanc sur case noire e3 · Cavalier blanc sur case blanche f3 · Roi noir sur case blanche a2 · Tour noire sur case noire b2 · Fou blanc sur case blanche e2 · Roi blanc sur case noire f2 · Pion blanc sur case noire h2 · Tour blanche sur case noire e1 | Dame blanche sur case noire d8 · Pion noir sur case noire a7 · Pion blanc sur case blanche a6 · Pion blanc sur case noire b6 · Pion noir sur case noire f6 · Tour blanche sur case noire a5 · Pion blanc sur case blanche f5 · Pion noir sur case noire b4 · Pion blanc sur case blanche c4 · Pion noir sur case noire f4 · Pion blanc sur case noire h4 · Cavalier blanc sur case noire a3 · Fou blanc sur case noire e3 · Cavalier blanc sur case blanche f3 · Roi noir sur case blanche a2 · Tour noire sur case noire b2 · Fou blanc sur case blanche e2 · Roi blanc sur case noire f2 · Pion blanc sur case noire h2 · Tour blanche sur case noire e1 | Dame blanche sur case noire d8 · Pion noir sur case noire a7 · Pion blanc sur case blanche a6 · Pion blanc sur case noire b6 · Pion noir sur case noire f6 · Tour blanche sur case noire a5 · Pion blanc sur case blanche f5 · Pion noir sur case noire b4 · Pion blanc sur case blanche c4 · Pion noir sur case noire f4 · Pion blanc sur case noire h4 · Cavalier blanc sur case noire a3 · Fou blanc sur case noire e3 · Cavalier blanc sur case blanche f3 · Roi noir sur case blanche a2 · Tour noire sur case noire b2 · Fou blanc sur case blanche e2 · Roi blanc sur case noire f2 · Pion blanc sur case noire h2 · Tour blanche sur case noire e1 | Dame blanche sur case noire d8 · Pion noir sur case noire a7 · Pion blanc sur case blanche a6 · Pion blanc sur case noire b6 · Pion noir sur case noire f6 · Tour blanche sur case noire a5 · Pion blanc sur case blanche f5 · Pion noir sur case noire b4 · Pion blanc sur case blanche c4 · Pion noir sur case noire f4 · Pion blanc sur case noire h4 · Cavalier blanc sur case noire a3 · Fou blanc sur case noire e3 · Cavalier blanc sur case blanche f3 · Roi noir sur case blanche a2 · Tour noire sur case noire b2 · Fou blanc sur case blanche e2 · Roi blanc sur case noire f2 · Pion blanc sur case noire h2 · Tour blanche sur case noire e1 | Dame blanche sur case noire d8 · Pion noir sur case noire a7 · Pion blanc sur case blanche a6 · Pion blanc sur case noire b6 · Pion noir sur case noire f6 · Tour blanche sur case noire a5 · Pion blanc sur case blanche f5 · Pion noir sur case noire b4 · Pion blanc sur case blanche c4 · Pion noir sur case noire f4 · Pion blanc sur case noire h4 · Cavalier blanc sur case noire a3 · Fou blanc sur case noire e3 · Cavalier blanc sur case blanche f3 · Roi noir sur case blanche a2 · Tour noire sur case noire b2 · Fou blanc sur case blanche e2 · Roi blanc sur case noire f2 · Pion blanc sur case noire h2 · Tour blanche sur case noire e1 | Dame blanche sur case noire d8 · Pion noir sur case noire a7 · Pion blanc sur case blanche a6 · Pion blanc sur case noire b6 · Pion noir sur case noire f6 · Tour blanche sur case noire a5 · Pion blanc sur case blanche f5 · Pion noir sur case noire b4 · Pion blanc sur case blanche c4 · Pion noir sur case noire f4 · Pion blanc sur case noire h4 · Cavalier blanc sur case noire a3 · Fou blanc sur case noire e3 · Cavalier blanc sur case blanche f3 · Roi noir sur case blanche a2 · Tour noire sur case noire b2 · Fou blanc sur case blanche e2 · Roi blanc sur case noire f2 · Pion blanc sur case noire h2 · Tour blanche sur case noire e1 | Dame blanche sur case noire d8 · Pion noir sur case noire a7 · Pion blanc sur case blanche a6 · Pion blanc sur case noire b6 · Pion noir sur case noire f6 · Tour blanche sur case noire a5 · Pion blanc sur case blanche f5 · Pion noir sur case noire b4 · Pion blanc sur case blanche c4 · Pion noir sur case noire f4 · Pion blanc sur case noire h4 · Cavalier blanc sur case noire a3 · Fou blanc sur case noire e3 · Cavalier blanc sur case blanche f3 · Roi noir sur case blanche a2 · Tour noire sur case noire b2 · Fou blanc sur case blanche e2 · Roi blanc sur case noire f2 · Pion blanc sur case noire h2 · Tour blanche sur case noire e1 | Dame blanche sur case noire d8 · Pion noir sur case noire a7 · Pion blanc sur case blanche a6 · Pion blanc sur case noire b6 · Pion noir sur case noire f6 · Tour blanche sur case noire a5 · Pion blanc sur case blanche f5 · Pion noir sur case noire b4 · Pion blanc sur case blanche c4 · Pion noir sur case noire f4 · Pion blanc sur case noire h4 · Cavalier blanc sur case noire a3 · Fou blanc sur case noire e3 · Cavalier blanc sur case blanche f3 · Roi noir sur case blanche a2 · Tour noire sur case noire b2 · Fou blanc sur case blanche e2 · Roi blanc sur case noire f2 · Pion blanc sur case noire h2 · Tour blanche sur case noire e1 | 5 |
| 4 | Dame blanche sur case noire d8 · Pion noir sur case noire a7 · Pion blanc sur case blanche a6 · Pion blanc sur case noire b6 · Pion noir sur case noire f6 · Tour blanche sur case noire a5 · Pion blanc sur case blanche f5 · Pion noir sur case noire b4 · Pion blanc sur case blanche c4 · Pion noir sur case noire f4 · Pion blanc sur case noire h4 · Cavalier blanc sur case noire a3 · Fou blanc sur case noire e3 · Cavalier blanc sur case blanche f3 · Roi noir sur case blanche a2 · Tour noire sur case noire b2 · Fou blanc sur case blanche e2 · Roi blanc sur case noire f2 · Pion blanc sur case noire h2 · Tour blanche sur case noire e1 | Dame blanche sur case noire d8 · Pion noir sur case noire a7 · Pion blanc sur case blanche a6 · Pion blanc sur case noire b6 · Pion noir sur case noire f6 · Tour blanche sur case noire a5 · Pion blanc sur case blanche f5 · Pion noir sur case noire b4 · Pion blanc sur case blanche c4 · Pion noir sur case noire f4 · Pion blanc sur case noire h4 · Cavalier blanc sur case noire a3 · Fou blanc sur case noire e3 · Cavalier blanc sur case blanche f3 · Roi noir sur case blanche a2 · Tour noire sur case noire b2 · Fou blanc sur case blanche e2 · Roi blanc sur case noire f2 · Pion blanc sur case noire h2 · Tour blanche sur case noire e1 | Dame blanche sur case noire d8 · Pion noir sur case noire a7 · Pion blanc sur case blanche a6 · Pion blanc sur case noire b6 · Pion noir sur case noire f6 · Tour blanche sur case noire a5 · Pion blanc sur case blanche f5 · Pion noir sur case noire b4 · Pion blanc sur case blanche c4 · Pion noir sur case noire f4 · Pion blanc sur case noire h4 · Cavalier blanc sur case noire a3 · Fou blanc sur case noire e3 · Cavalier blanc sur case blanche f3 · Roi noir sur case blanche a2 · Tour noire sur case noire b2 · Fou blanc sur case blanche e2 · Roi blanc sur case noire f2 · Pion blanc sur case noire h2 · Tour blanche sur case noire e1 | Dame blanche sur case noire d8 · Pion noir sur case noire a7 · Pion blanc sur case blanche a6 · Pion blanc sur case noire b6 · Pion noir sur case noire f6 · Tour blanche sur case noire a5 · Pion blanc sur case blanche f5 · Pion noir sur case noire b4 · Pion blanc sur case blanche c4 · Pion noir sur case noire f4 · Pion blanc sur case noire h4 · Cavalier blanc sur case noire a3 · Fou blanc sur case noire e3 · Cavalier blanc sur case blanche f3 · Roi noir sur case blanche a2 · Tour noire sur case noire b2 · Fou blanc sur case blanche e2 · Roi blanc sur case noire f2 · Pion blanc sur case noire h2 · Tour blanche sur case noire e1 | Dame blanche sur case noire d8 · Pion noir sur case noire a7 · Pion blanc sur case blanche a6 · Pion blanc sur case noire b6 · Pion noir sur case noire f6 · Tour blanche sur case noire a5 · Pion blanc sur case blanche f5 · Pion noir sur case noire b4 · Pion blanc sur case blanche c4 · Pion noir sur case noire f4 · Pion blanc sur case noire h4 · Cavalier blanc sur case noire a3 · Fou blanc sur case noire e3 · Cavalier blanc sur case blanche f3 · Roi noir sur case blanche a2 · Tour noire sur case noire b2 · Fou blanc sur case blanche e2 · Roi blanc sur case noire f2 · Pion blanc sur case noire h2 · Tour blanche sur case noire e1 | Dame blanche sur case noire d8 · Pion noir sur case noire a7 · Pion blanc sur case blanche a6 · Pion blanc sur case noire b6 · Pion noir sur case noire f6 · Tour blanche sur case noire a5 · Pion blanc sur case blanche f5 · Pion noir sur case noire b4 · Pion blanc sur case blanche c4 · Pion noir sur case noire f4 · Pion blanc sur case noire h4 · Cavalier blanc sur case noire a3 · Fou blanc sur case noire e3 · Cavalier blanc sur case blanche f3 · Roi noir sur case blanche a2 · Tour noire sur case noire b2 · Fou blanc sur case blanche e2 · Roi blanc sur case noire f2 · Pion blanc sur case noire h2 · Tour blanche sur case noire e1 | Dame blanche sur case noire d8 · Pion noir sur case noire a7 · Pion blanc sur case blanche a6 · Pion blanc sur case noire b6 · Pion noir sur case noire f6 · Tour blanche sur case noire a5 · Pion blanc sur case blanche f5 · Pion noir sur case noire b4 · Pion blanc sur case blanche c4 · Pion noir sur case noire f4 · Pion blanc sur case noire h4 · Cavalier blanc sur case noire a3 · Fou blanc sur case noire e3 · Cavalier blanc sur case blanche f3 · Roi noir sur case blanche a2 · Tour noire sur case noire b2 · Fou blanc sur case blanche e2 · Roi blanc sur case noire f2 · Pion blanc sur case noire h2 · Tour blanche sur case noire e1 | Dame blanche sur case noire d8 · Pion noir sur case noire a7 · Pion blanc sur case blanche a6 · Pion blanc sur case noire b6 · Pion noir sur case noire f6 · Tour blanche sur case noire a5 · Pion blanc sur case blanche f5 · Pion noir sur case noire b4 · Pion blanc sur case blanche c4 · Pion noir sur case noire f4 · Pion blanc sur case noire h4 · Cavalier blanc sur case noire a3 · Fou blanc sur case noire e3 · Cavalier blanc sur case blanche f3 · Roi noir sur case blanche a2 · Tour noire sur case noire b2 · Fou blanc sur case blanche e2 · Roi blanc sur case noire f2 · Pion blanc sur case noire h2 · Tour blanche sur case noire e1 | 4 |
| 3 | Dame blanche sur case noire d8 · Pion noir sur case noire a7 · Pion blanc sur case blanche a6 · Pion blanc sur case noire b6 · Pion noir sur case noire f6 · Tour blanche sur case noire a5 · Pion blanc sur case blanche f5 · Pion noir sur case noire b4 · Pion blanc sur case blanche c4 · Pion noir sur case noire f4 · Pion blanc sur case noire h4 · Cavalier blanc sur case noire a3 · Fou blanc sur case noire e3 · Cavalier blanc sur case blanche f3 · Roi noir sur case blanche a2 · Tour noire sur case noire b2 · Fou blanc sur case blanche e2 · Roi blanc sur case noire f2 · Pion blanc sur case noire h2 · Tour blanche sur case noire e1 | Dame blanche sur case noire d8 · Pion noir sur case noire a7 · Pion blanc sur case blanche a6 · Pion blanc sur case noire b6 · Pion noir sur case noire f6 · Tour blanche sur case noire a5 · Pion blanc sur case blanche f5 · Pion noir sur case noire b4 · Pion blanc sur case blanche c4 · Pion noir sur case noire f4 · Pion blanc sur case noire h4 · Cavalier blanc sur case noire a3 · Fou blanc sur case noire e3 · Cavalier blanc sur case blanche f3 · Roi noir sur case blanche a2 · Tour noire sur case noire b2 · Fou blanc sur case blanche e2 · Roi blanc sur case noire f2 · Pion blanc sur case noire h2 · Tour blanche sur case noire e1 | Dame blanche sur case noire d8 · Pion noir sur case noire a7 · Pion blanc sur case blanche a6 · Pion blanc sur case noire b6 · Pion noir sur case noire f6 · Tour blanche sur case noire a5 · Pion blanc sur case blanche f5 · Pion noir sur case noire b4 · Pion blanc sur case blanche c4 · Pion noir sur case noire f4 · Pion blanc sur case noire h4 · Cavalier blanc sur case noire a3 · Fou blanc sur case noire e3 · Cavalier blanc sur case blanche f3 · Roi noir sur case blanche a2 · Tour noire sur case noire b2 · Fou blanc sur case blanche e2 · Roi blanc sur case noire f2 · Pion blanc sur case noire h2 · Tour blanche sur case noire e1 | Dame blanche sur case noire d8 · Pion noir sur case noire a7 · Pion blanc sur case blanche a6 · Pion blanc sur case noire b6 · Pion noir sur case noire f6 · Tour blanche sur case noire a5 · Pion blanc sur case blanche f5 · Pion noir sur case noire b4 · Pion blanc sur case blanche c4 · Pion noir sur case noire f4 · Pion blanc sur case noire h4 · Cavalier blanc sur case noire a3 · Fou blanc sur case noire e3 · Cavalier blanc sur case blanche f3 · Roi noir sur case blanche a2 · Tour noire sur case noire b2 · Fou blanc sur case blanche e2 · Roi blanc sur case noire f2 · Pion blanc sur case noire h2 · Tour blanche sur case noire e1 | Dame blanche sur case noire d8 · Pion noir sur case noire a7 · Pion blanc sur case blanche a6 · Pion blanc sur case noire b6 · Pion noir sur case noire f6 · Tour blanche sur case noire a5 · Pion blanc sur case blanche f5 · Pion noir sur case noire b4 · Pion blanc sur case blanche c4 · Pion noir sur case noire f4 · Pion blanc sur case noire h4 · Cavalier blanc sur case noire a3 · Fou blanc sur case noire e3 · Cavalier blanc sur case blanche f3 · Roi noir sur case blanche a2 · Tour noire sur case noire b2 · Fou blanc sur case blanche e2 · Roi blanc sur case noire f2 · Pion blanc sur case noire h2 · Tour blanche sur case noire e1 | Dame blanche sur case noire d8 · Pion noir sur case noire a7 · Pion blanc sur case blanche a6 · Pion blanc sur case noire b6 · Pion noir sur case noire f6 · Tour blanche sur case noire a5 · Pion blanc sur case blanche f5 · Pion noir sur case noire b4 · Pion blanc sur case blanche c4 · Pion noir sur case noire f4 · Pion blanc sur case noire h4 · Cavalier blanc sur case noire a3 · Fou blanc sur case noire e3 · Cavalier blanc sur case blanche f3 · Roi noir sur case blanche a2 · Tour noire sur case noire b2 · Fou blanc sur case blanche e2 · Roi blanc sur case noire f2 · Pion blanc sur case noire h2 · Tour blanche sur case noire e1 | Dame blanche sur case noire d8 · Pion noir sur case noire a7 · Pion blanc sur case blanche a6 · Pion blanc sur case noire b6 · Pion noir sur case noire f6 · Tour blanche sur case noire a5 · Pion blanc sur case blanche f5 · Pion noir sur case noire b4 · Pion blanc sur case blanche c4 · Pion noir sur case noire f4 · Pion blanc sur case noire h4 · Cavalier blanc sur case noire a3 · Fou blanc sur case noire e3 · Cavalier blanc sur case blanche f3 · Roi noir sur case blanche a2 · Tour noire sur case noire b2 · Fou blanc sur case blanche e2 · Roi blanc sur case noire f2 · Pion blanc sur case noire h2 · Tour blanche sur case noire e1 | Dame blanche sur case noire d8 · Pion noir sur case noire a7 · Pion blanc sur case blanche a6 · Pion blanc sur case noire b6 · Pion noir sur case noire f6 · Tour blanche sur case noire a5 · Pion blanc sur case blanche f5 · Pion noir sur case noire b4 · Pion blanc sur case blanche c4 · Pion noir sur case noire f4 · Pion blanc sur case noire h4 · Cavalier blanc sur case noire a3 · Fou blanc sur case noire e3 · Cavalier blanc sur case blanche f3 · Roi noir sur case blanche a2 · Tour noire sur case noire b2 · Fou blanc sur case blanche e2 · Roi blanc sur case noire f2 · Pion blanc sur case noire h2 · Tour blanche sur case noire e1 | 3 |
| 2 | Dame blanche sur case noire d8 · Pion noir sur case noire a7 · Pion blanc sur case blanche a6 · Pion blanc sur case noire b6 · Pion noir sur case noire f6 · Tour blanche sur case noire a5 · Pion blanc sur case blanche f5 · Pion noir sur case noire b4 · Pion blanc sur case blanche c4 · Pion noir sur case noire f4 · Pion blanc sur case noire h4 · Cavalier blanc sur case noire a3 · Fou blanc sur case noire e3 · Cavalier blanc sur case blanche f3 · Roi noir sur case blanche a2 · Tour noire sur case noire b2 · Fou blanc sur case blanche e2 · Roi blanc sur case noire f2 · Pion blanc sur case noire h2 · Tour blanche sur case noire e1 | Dame blanche sur case noire d8 · Pion noir sur case noire a7 · Pion blanc sur case blanche a6 · Pion blanc sur case noire b6 · Pion noir sur case noire f6 · Tour blanche sur case noire a5 · Pion blanc sur case blanche f5 · Pion noir sur case noire b4 · Pion blanc sur case blanche c4 · Pion noir sur case noire f4 · Pion blanc sur case noire h4 · Cavalier blanc sur case noire a3 · Fou blanc sur case noire e3 · Cavalier blanc sur case blanche f3 · Roi noir sur case blanche a2 · Tour noire sur case noire b2 · Fou blanc sur case blanche e2 · Roi blanc sur case noire f2 · Pion blanc sur case noire h2 · Tour blanche sur case noire e1 | Dame blanche sur case noire d8 · Pion noir sur case noire a7 · Pion blanc sur case blanche a6 · Pion blanc sur case noire b6 · Pion noir sur case noire f6 · Tour blanche sur case noire a5 · Pion blanc sur case blanche f5 · Pion noir sur case noire b4 · Pion blanc sur case blanche c4 · Pion noir sur case noire f4 · Pion blanc sur case noire h4 · Cavalier blanc sur case noire a3 · Fou blanc sur case noire e3 · Cavalier blanc sur case blanche f3 · Roi noir sur case blanche a2 · Tour noire sur case noire b2 · Fou blanc sur case blanche e2 · Roi blanc sur case noire f2 · Pion blanc sur case noire h2 · Tour blanche sur case noire e1 | Dame blanche sur case noire d8 · Pion noir sur case noire a7 · Pion blanc sur case blanche a6 · Pion blanc sur case noire b6 · Pion noir sur case noire f6 · Tour blanche sur case noire a5 · Pion blanc sur case blanche f5 · Pion noir sur case noire b4 · Pion blanc sur case blanche c4 · Pion noir sur case noire f4 · Pion blanc sur case noire h4 · Cavalier blanc sur case noire a3 · Fou blanc sur case noire e3 · Cavalier blanc sur case blanche f3 · Roi noir sur case blanche a2 · Tour noire sur case noire b2 · Fou blanc sur case blanche e2 · Roi blanc sur case noire f2 · Pion blanc sur case noire h2 · Tour blanche sur case noire e1 | Dame blanche sur case noire d8 · Pion noir sur case noire a7 · Pion blanc sur case blanche a6 · Pion blanc sur case noire b6 · Pion noir sur case noire f6 · Tour blanche sur case noire a5 · Pion blanc sur case blanche f5 · Pion noir sur case noire b4 · Pion blanc sur case blanche c4 · Pion noir sur case noire f4 · Pion blanc sur case noire h4 · Cavalier blanc sur case noire a3 · Fou blanc sur case noire e3 · Cavalier blanc sur case blanche f3 · Roi noir sur case blanche a2 · Tour noire sur case noire b2 · Fou blanc sur case blanche e2 · Roi blanc sur case noire f2 · Pion blanc sur case noire h2 · Tour blanche sur case noire e1 | Dame blanche sur case noire d8 · Pion noir sur case noire a7 · Pion blanc sur case blanche a6 · Pion blanc sur case noire b6 · Pion noir sur case noire f6 · Tour blanche sur case noire a5 · Pion blanc sur case blanche f5 · Pion noir sur case noire b4 · Pion blanc sur case blanche c4 · Pion noir sur case noire f4 · Pion blanc sur case noire h4 · Cavalier blanc sur case noire a3 · Fou blanc sur case noire e3 · Cavalier blanc sur case blanche f3 · Roi noir sur case blanche a2 · Tour noire sur case noire b2 · Fou blanc sur case blanche e2 · Roi blanc sur case noire f2 · Pion blanc sur case noire h2 · Tour blanche sur case noire e1 | Dame blanche sur case noire d8 · Pion noir sur case noire a7 · Pion blanc sur case blanche a6 · Pion blanc sur case noire b6 · Pion noir sur case noire f6 · Tour blanche sur case noire a5 · Pion blanc sur case blanche f5 · Pion noir sur case noire b4 · Pion blanc sur case blanche c4 · Pion noir sur case noire f4 · Pion blanc sur case noire h4 · Cavalier blanc sur case noire a3 · Fou blanc sur case noire e3 · Cavalier blanc sur case blanche f3 · Roi noir sur case blanche a2 · Tour noire sur case noire b2 · Fou blanc sur case blanche e2 · Roi blanc sur case noire f2 · Pion blanc sur case noire h2 · Tour blanche sur case noire e1 | Dame blanche sur case noire d8 · Pion noir sur case noire a7 · Pion blanc sur case blanche a6 · Pion blanc sur case noire b6 · Pion noir sur case noire f6 · Tour blanche sur case noire a5 · Pion blanc sur case blanche f5 · Pion noir sur case noire b4 · Pion blanc sur case blanche c4 · Pion noir sur case noire f4 · Pion blanc sur case noire h4 · Cavalier blanc sur case noire a3 · Fou blanc sur case noire e3 · Cavalier blanc sur case blanche f3 · Roi noir sur case blanche a2 · Tour noire sur case noire b2 · Fou blanc sur case blanche e2 · Roi blanc sur case noire f2 · Pion blanc sur case noire h2 · Tour blanche sur case noire e1 | 2 |
| 1 | Dame blanche sur case noire d8 · Pion noir sur case noire a7 · Pion blanc sur case blanche a6 · Pion blanc sur case noire b6 · Pion noir sur case noire f6 · Tour blanche sur case noire a5 · Pion blanc sur case blanche f5 · Pion noir sur case noire b4 · Pion blanc sur case blanche c4 · Pion noir sur case noire f4 · Pion blanc sur case noire h4 · Cavalier blanc sur case noire a3 · Fou blanc sur case noire e3 · Cavalier blanc sur case blanche f3 · Roi noir sur case blanche a2 · Tour noire sur case noire b2 · Fou blanc sur case blanche e2 · Roi blanc sur case noire f2 · Pion blanc sur case noire h2 · Tour blanche sur case noire e1 | Dame blanche sur case noire d8 · Pion noir sur case noire a7 · Pion blanc sur case blanche a6 · Pion blanc sur case noire b6 · Pion noir sur case noire f6 · Tour blanche sur case noire a5 · Pion blanc sur case blanche f5 · Pion noir sur case noire b4 · Pion blanc sur case blanche c4 · Pion noir sur case noire f4 · Pion blanc sur case noire h4 · Cavalier blanc sur case noire a3 · Fou blanc sur case noire e3 · Cavalier blanc sur case blanche f3 · Roi noir sur case blanche a2 · Tour noire sur case noire b2 · Fou blanc sur case blanche e2 · Roi blanc sur case noire f2 · Pion blanc sur case noire h2 · Tour blanche sur case noire e1 | Dame blanche sur case noire d8 · Pion noir sur case noire a7 · Pion blanc sur case blanche a6 · Pion blanc sur case noire b6 · Pion noir sur case noire f6 · Tour blanche sur case noire a5 · Pion blanc sur case blanche f5 · Pion noir sur case noire b4 · Pion blanc sur case blanche c4 · Pion noir sur case noire f4 · Pion blanc sur case noire h4 · Cavalier blanc sur case noire a3 · Fou blanc sur case noire e3 · Cavalier blanc sur case blanche f3 · Roi noir sur case blanche a2 · Tour noire sur case noire b2 · Fou blanc sur case blanche e2 · Roi blanc sur case noire f2 · Pion blanc sur case noire h2 · Tour blanche sur case noire e1 | Dame blanche sur case noire d8 · Pion noir sur case noire a7 · Pion blanc sur case blanche a6 · Pion blanc sur case noire b6 · Pion noir sur case noire f6 · Tour blanche sur case noire a5 · Pion blanc sur case blanche f5 · Pion noir sur case noire b4 · Pion blanc sur case blanche c4 · Pion noir sur case noire f4 · Pion blanc sur case noire h4 · Cavalier blanc sur case noire a3 · Fou blanc sur case noire e3 · Cavalier blanc sur case blanche f3 · Roi noir sur case blanche a2 · Tour noire sur case noire b2 · Fou blanc sur case blanche e2 · Roi blanc sur case noire f2 · Pion blanc sur case noire h2 · Tour blanche sur case noire e1 | Dame blanche sur case noire d8 · Pion noir sur case noire a7 · Pion blanc sur case blanche a6 · Pion blanc sur case noire b6 · Pion noir sur case noire f6 · Tour blanche sur case noire a5 · Pion blanc sur case blanche f5 · Pion noir sur case noire b4 · Pion blanc sur case blanche c4 · Pion noir sur case noire f4 · Pion blanc sur case noire h4 · Cavalier blanc sur case noire a3 · Fou blanc sur case noire e3 · Cavalier blanc sur case blanche f3 · Roi noir sur case blanche a2 · Tour noire sur case noire b2 · Fou blanc sur case blanche e2 · Roi blanc sur case noire f2 · Pion blanc sur case noire h2 · Tour blanche sur case noire e1 | Dame blanche sur case noire d8 · Pion noir sur case noire a7 · Pion blanc sur case blanche a6 · Pion blanc sur case noire b6 · Pion noir sur case noire f6 · Tour blanche sur case noire a5 · Pion blanc sur case blanche f5 · Pion noir sur case noire b4 · Pion blanc sur case blanche c4 · Pion noir sur case noire f4 · Pion blanc sur case noire h4 · Cavalier blanc sur case noire a3 · Fou blanc sur case noire e3 · Cavalier blanc sur case blanche f3 · Roi noir sur case blanche a2 · Tour noire sur case noire b2 · Fou blanc sur case blanche e2 · Roi blanc sur case noire f2 · Pion blanc sur case noire h2 · Tour blanche sur case noire e1 | Dame blanche sur case noire d8 · Pion noir sur case noire a7 · Pion blanc sur case blanche a6 · Pion blanc sur case noire b6 · Pion noir sur case noire f6 · Tour blanche sur case noire a5 · Pion blanc sur case blanche f5 · Pion noir sur case noire b4 · Pion blanc sur case blanche c4 · Pion noir sur case noire f4 · Pion blanc sur case noire h4 · Cavalier blanc sur case noire a3 · Fou blanc sur case noire e3 · Cavalier blanc sur case blanche f3 · Roi noir sur case blanche a2 · Tour noire sur case noire b2 · Fou blanc sur case blanche e2 · Roi blanc sur case noire f2 · Pion blanc sur case noire h2 · Tour blanche sur case noire e1 | Dame blanche sur case noire d8 · Pion noir sur case noire a7 · Pion blanc sur case blanche a6 · Pion blanc sur case noire b6 · Pion noir sur case noire f6 · Tour blanche sur case noire a5 · Pion blanc sur case blanche f5 · Pion noir sur case noire b4 · Pion blanc sur case blanche c4 · Pion noir sur case noire f4 · Pion blanc sur case noire h4 · Cavalier blanc sur case noire a3 · Fou blanc sur case noire e3 · Cavalier blanc sur case blanche f3 · Roi noir sur case blanche a2 · Tour noire sur case noire b2 · Fou blanc sur case blanche e2 · Roi blanc sur case noire f2 · Pion blanc sur case noire h2 · Tour blanche sur case noire e1 | 1 |
|   | a | b | c | d | e | f | g | h |   |

Dans ce problème imaginé par Kirtley, qui lui valut un premier prix de composition, la position finale possède un air très familier. Krabbé appelle ce problème « Le retour au pays », puisque les huit pièces blanches se replient sur leurs positions initiales. Blanc doit réaliser un mat inverse en huit coups, il doit forcer Noir à le mater, contre sa volonté. La solution est 1. Cb1+ Rb3 2. Dd1+ Tc2 3. Fc1 axb6 4. Ta1 b5 5. Th1 bxc4 6. Re1 c3 7. Cg1 f3 8. Ff1 f2#.

### Position illégale
|   | a | b | c | d | e | f | g | h |   |
| 8 | Cavalier blanc sur case noire d8 · Tour blanche sur case blanche g8 · Pion noir sur case noire a7 · Pion noir sur case blanche b7 · Pion noir sur case blanche f7 · Roi blanc sur case noire d6 · Pion noir sur case blanche g6 · Pion noir sur case blanche c4 · Roi noir sur case noire d4 · Pion noir sur case blanche d3 · Pion noir sur case noire e3 · Pion blanc sur case blanche f3 · Pion noir sur case blanche h3 · Pion blanc sur case noire d2 · Pion noir sur case noire f2 · Dame blanche sur case blanche b1 · Fou blanc sur case noire g1 · Tour blanche sur case blanche h1 | Cavalier blanc sur case noire d8 · Tour blanche sur case blanche g8 · Pion noir sur case noire a7 · Pion noir sur case blanche b7 · Pion noir sur case blanche f7 · Roi blanc sur case noire d6 · Pion noir sur case blanche g6 · Pion noir sur case blanche c4 · Roi noir sur case noire d4 · Pion noir sur case blanche d3 · Pion noir sur case noire e3 · Pion blanc sur case blanche f3 · Pion noir sur case blanche h3 · Pion blanc sur case noire d2 · Pion noir sur case noire f2 · Dame blanche sur case blanche b1 · Fou blanc sur case noire g1 · Tour blanche sur case blanche h1 | Cavalier blanc sur case noire d8 · Tour blanche sur case blanche g8 · Pion noir sur case noire a7 · Pion noir sur case blanche b7 · Pion noir sur case blanche f7 · Roi blanc sur case noire d6 · Pion noir sur case blanche g6 · Pion noir sur case blanche c4 · Roi noir sur case noire d4 · Pion noir sur case blanche d3 · Pion noir sur case noire e3 · Pion blanc sur case blanche f3 · Pion noir sur case blanche h3 · Pion blanc sur case noire d2 · Pion noir sur case noire f2 · Dame blanche sur case blanche b1 · Fou blanc sur case noire g1 · Tour blanche sur case blanche h1 | Cavalier blanc sur case noire d8 · Tour blanche sur case blanche g8 · Pion noir sur case noire a7 · Pion noir sur case blanche b7 · Pion noir sur case blanche f7 · Roi blanc sur case noire d6 · Pion noir sur case blanche g6 · Pion noir sur case blanche c4 · Roi noir sur case noire d4 · Pion noir sur case blanche d3 · Pion noir sur case noire e3 · Pion blanc sur case blanche f3 · Pion noir sur case blanche h3 · Pion blanc sur case noire d2 · Pion noir sur case noire f2 · Dame blanche sur case blanche b1 · Fou blanc sur case noire g1 · Tour blanche sur case blanche h1 | Cavalier blanc sur case noire d8 · Tour blanche sur case blanche g8 · Pion noir sur case noire a7 · Pion noir sur case blanche b7 · Pion noir sur case blanche f7 · Roi blanc sur case noire d6 · Pion noir sur case blanche g6 · Pion noir sur case blanche c4 · Roi noir sur case noire d4 · Pion noir sur case blanche d3 · Pion noir sur case noire e3 · Pion blanc sur case blanche f3 · Pion noir sur case blanche h3 · Pion blanc sur case noire d2 · Pion noir sur case noire f2 · Dame blanche sur case blanche b1 · Fou blanc sur case noire g1 · Tour blanche sur case blanche h1 | Cavalier blanc sur case noire d8 · Tour blanche sur case blanche g8 · Pion noir sur case noire a7 · Pion noir sur case blanche b7 · Pion noir sur case blanche f7 · Roi blanc sur case noire d6 · Pion noir sur case blanche g6 · Pion noir sur case blanche c4 · Roi noir sur case noire d4 · Pion noir sur case blanche d3 · Pion noir sur case noire e3 · Pion blanc sur case blanche f3 · Pion noir sur case blanche h3 · Pion blanc sur case noire d2 · Pion noir sur case noire f2 · Dame blanche sur case blanche b1 · Fou blanc sur case noire g1 · Tour blanche sur case blanche h1 | Cavalier blanc sur case noire d8 · Tour blanche sur case blanche g8 · Pion noir sur case noire a7 · Pion noir sur case blanche b7 · Pion noir sur case blanche f7 · Roi blanc sur case noire d6 · Pion noir sur case blanche g6 · Pion noir sur case blanche c4 · Roi noir sur case noire d4 · Pion noir sur case blanche d3 · Pion noir sur case noire e3 · Pion blanc sur case blanche f3 · Pion noir sur case blanche h3 · Pion blanc sur case noire d2 · Pion noir sur case noire f2 · Dame blanche sur case blanche b1 · Fou blanc sur case noire g1 · Tour blanche sur case blanche h1 | Cavalier blanc sur case noire d8 · Tour blanche sur case blanche g8 · Pion noir sur case noire a7 · Pion noir sur case blanche b7 · Pion noir sur case blanche f7 · Roi blanc sur case noire d6 · Pion noir sur case blanche g6 · Pion noir sur case blanche c4 · Roi noir sur case noire d4 · Pion noir sur case blanche d3 · Pion noir sur case noire e3 · Pion blanc sur case blanche f3 · Pion noir sur case blanche h3 · Pion blanc sur case noire d2 · Pion noir sur case noire f2 · Dame blanche sur case blanche b1 · Fou blanc sur case noire g1 · Tour blanche sur case blanche h1 | 8 |
| 7 | Cavalier blanc sur case noire d8 · Tour blanche sur case blanche g8 · Pion noir sur case noire a7 · Pion noir sur case blanche b7 · Pion noir sur case blanche f7 · Roi blanc sur case noire d6 · Pion noir sur case blanche g6 · Pion noir sur case blanche c4 · Roi noir sur case noire d4 · Pion noir sur case blanche d3 · Pion noir sur case noire e3 · Pion blanc sur case blanche f3 · Pion noir sur case blanche h3 · Pion blanc sur case noire d2 · Pion noir sur case noire f2 · Dame blanche sur case blanche b1 · Fou blanc sur case noire g1 · Tour blanche sur case blanche h1 | Cavalier blanc sur case noire d8 · Tour blanche sur case blanche g8 · Pion noir sur case noire a7 · Pion noir sur case blanche b7 · Pion noir sur case blanche f7 · Roi blanc sur case noire d6 · Pion noir sur case blanche g6 · Pion noir sur case blanche c4 · Roi noir sur case noire d4 · Pion noir sur case blanche d3 · Pion noir sur case noire e3 · Pion blanc sur case blanche f3 · Pion noir sur case blanche h3 · Pion blanc sur case noire d2 · Pion noir sur case noire f2 · Dame blanche sur case blanche b1 · Fou blanc sur case noire g1 · Tour blanche sur case blanche h1 | Cavalier blanc sur case noire d8 · Tour blanche sur case blanche g8 · Pion noir sur case noire a7 · Pion noir sur case blanche b7 · Pion noir sur case blanche f7 · Roi blanc sur case noire d6 · Pion noir sur case blanche g6 · Pion noir sur case blanche c4 · Roi noir sur case noire d4 · Pion noir sur case blanche d3 · Pion noir sur case noire e3 · Pion blanc sur case blanche f3 · Pion noir sur case blanche h3 · Pion blanc sur case noire d2 · Pion noir sur case noire f2 · Dame blanche sur case blanche b1 · Fou blanc sur case noire g1 · Tour blanche sur case blanche h1 | Cavalier blanc sur case noire d8 · Tour blanche sur case blanche g8 · Pion noir sur case noire a7 · Pion noir sur case blanche b7 · Pion noir sur case blanche f7 · Roi blanc sur case noire d6 · Pion noir sur case blanche g6 · Pion noir sur case blanche c4 · Roi noir sur case noire d4 · Pion noir sur case blanche d3 · Pion noir sur case noire e3 · Pion blanc sur case blanche f3 · Pion noir sur case blanche h3 · Pion blanc sur case noire d2 · Pion noir sur case noire f2 · Dame blanche sur case blanche b1 · Fou blanc sur case noire g1 · Tour blanche sur case blanche h1 | Cavalier blanc sur case noire d8 · Tour blanche sur case blanche g8 · Pion noir sur case noire a7 · Pion noir sur case blanche b7 · Pion noir sur case blanche f7 · Roi blanc sur case noire d6 · Pion noir sur case blanche g6 · Pion noir sur case blanche c4 · Roi noir sur case noire d4 · Pion noir sur case blanche d3 · Pion noir sur case noire e3 · Pion blanc sur case blanche f3 · Pion noir sur case blanche h3 · Pion blanc sur case noire d2 · Pion noir sur case noire f2 · Dame blanche sur case blanche b1 · Fou blanc sur case noire g1 · Tour blanche sur case blanche h1 | Cavalier blanc sur case noire d8 · Tour blanche sur case blanche g8 · Pion noir sur case noire a7 · Pion noir sur case blanche b7 · Pion noir sur case blanche f7 · Roi blanc sur case noire d6 · Pion noir sur case blanche g6 · Pion noir sur case blanche c4 · Roi noir sur case noire d4 · Pion noir sur case blanche d3 · Pion noir sur case noire e3 · Pion blanc sur case blanche f3 · Pion noir sur case blanche h3 · Pion blanc sur case noire d2 · Pion noir sur case noire f2 · Dame blanche sur case blanche b1 · Fou blanc sur case noire g1 · Tour blanche sur case blanche h1 | Cavalier blanc sur case noire d8 · Tour blanche sur case blanche g8 · Pion noir sur case noire a7 · Pion noir sur case blanche b7 · Pion noir sur case blanche f7 · Roi blanc sur case noire d6 · Pion noir sur case blanche g6 · Pion noir sur case blanche c4 · Roi noir sur case noire d4 · Pion noir sur case blanche d3 · Pion noir sur case noire e3 · Pion blanc sur case blanche f3 · Pion noir sur case blanche h3 · Pion blanc sur case noire d2 · Pion noir sur case noire f2 · Dame blanche sur case blanche b1 · Fou blanc sur case noire g1 · Tour blanche sur case blanche h1 | Cavalier blanc sur case noire d8 · Tour blanche sur case blanche g8 · Pion noir sur case noire a7 · Pion noir sur case blanche b7 · Pion noir sur case blanche f7 · Roi blanc sur case noire d6 · Pion noir sur case blanche g6 · Pion noir sur case blanche c4 · Roi noir sur case noire d4 · Pion noir sur case blanche d3 · Pion noir sur case noire e3 · Pion blanc sur case blanche f3 · Pion noir sur case blanche h3 · Pion blanc sur case noire d2 · Pion noir sur case noire f2 · Dame blanche sur case blanche b1 · Fou blanc sur case noire g1 · Tour blanche sur case blanche h1 | 7 |
| 6 | Cavalier blanc sur case noire d8 · Tour blanche sur case blanche g8 · Pion noir sur case noire a7 · Pion noir sur case blanche b7 · Pion noir sur case blanche f7 · Roi blanc sur case noire d6 · Pion noir sur case blanche g6 · Pion noir sur case blanche c4 · Roi noir sur case noire d4 · Pion noir sur case blanche d3 · Pion noir sur case noire e3 · Pion blanc sur case blanche f3 · Pion noir sur case blanche h3 · Pion blanc sur case noire d2 · Pion noir sur case noire f2 · Dame blanche sur case blanche b1 · Fou blanc sur case noire g1 · Tour blanche sur case blanche h1 | Cavalier blanc sur case noire d8 · Tour blanche sur case blanche g8 · Pion noir sur case noire a7 · Pion noir sur case blanche b7 · Pion noir sur case blanche f7 · Roi blanc sur case noire d6 · Pion noir sur case blanche g6 · Pion noir sur case blanche c4 · Roi noir sur case noire d4 · Pion noir sur case blanche d3 · Pion noir sur case noire e3 · Pion blanc sur case blanche f3 · Pion noir sur case blanche h3 · Pion blanc sur case noire d2 · Pion noir sur case noire f2 · Dame blanche sur case blanche b1 · Fou blanc sur case noire g1 · Tour blanche sur case blanche h1 | Cavalier blanc sur case noire d8 · Tour blanche sur case blanche g8 · Pion noir sur case noire a7 · Pion noir sur case blanche b7 · Pion noir sur case blanche f7 · Roi blanc sur case noire d6 · Pion noir sur case blanche g6 · Pion noir sur case blanche c4 · Roi noir sur case noire d4 · Pion noir sur case blanche d3 · Pion noir sur case noire e3 · Pion blanc sur case blanche f3 · Pion noir sur case blanche h3 · Pion blanc sur case noire d2 · Pion noir sur case noire f2 · Dame blanche sur case blanche b1 · Fou blanc sur case noire g1 · Tour blanche sur case blanche h1 | Cavalier blanc sur case noire d8 · Tour blanche sur case blanche g8 · Pion noir sur case noire a7 · Pion noir sur case blanche b7 · Pion noir sur case blanche f7 · Roi blanc sur case noire d6 · Pion noir sur case blanche g6 · Pion noir sur case blanche c4 · Roi noir sur case noire d4 · Pion noir sur case blanche d3 · Pion noir sur case noire e3 · Pion blanc sur case blanche f3 · Pion noir sur case blanche h3 · Pion blanc sur case noire d2 · Pion noir sur case noire f2 · Dame blanche sur case blanche b1 · Fou blanc sur case noire g1 · Tour blanche sur case blanche h1 | Cavalier blanc sur case noire d8 · Tour blanche sur case blanche g8 · Pion noir sur case noire a7 · Pion noir sur case blanche b7 · Pion noir sur case blanche f7 · Roi blanc sur case noire d6 · Pion noir sur case blanche g6 · Pion noir sur case blanche c4 · Roi noir sur case noire d4 · Pion noir sur case blanche d3 · Pion noir sur case noire e3 · Pion blanc sur case blanche f3 · Pion noir sur case blanche h3 · Pion blanc sur case noire d2 · Pion noir sur case noire f2 · Dame blanche sur case blanche b1 · Fou blanc sur case noire g1 · Tour blanche sur case blanche h1 | Cavalier blanc sur case noire d8 · Tour blanche sur case blanche g8 · Pion noir sur case noire a7 · Pion noir sur case blanche b7 · Pion noir sur case blanche f7 · Roi blanc sur case noire d6 · Pion noir sur case blanche g6 · Pion noir sur case blanche c4 · Roi noir sur case noire d4 · Pion noir sur case blanche d3 · Pion noir sur case noire e3 · Pion blanc sur case blanche f3 · Pion noir sur case blanche h3 · Pion blanc sur case noire d2 · Pion noir sur case noire f2 · Dame blanche sur case blanche b1 · Fou blanc sur case noire g1 · Tour blanche sur case blanche h1 | Cavalier blanc sur case noire d8 · Tour blanche sur case blanche g8 · Pion noir sur case noire a7 · Pion noir sur case blanche b7 · Pion noir sur case blanche f7 · Roi blanc sur case noire d6 · Pion noir sur case blanche g6 · Pion noir sur case blanche c4 · Roi noir sur case noire d4 · Pion noir sur case blanche d3 · Pion noir sur case noire e3 · Pion blanc sur case blanche f3 · Pion noir sur case blanche h3 · Pion blanc sur case noire d2 · Pion noir sur case noire f2 · Dame blanche sur case blanche b1 · Fou blanc sur case noire g1 · Tour blanche sur case blanche h1 | Cavalier blanc sur case noire d8 · Tour blanche sur case blanche g8 · Pion noir sur case noire a7 · Pion noir sur case blanche b7 · Pion noir sur case blanche f7 · Roi blanc sur case noire d6 · Pion noir sur case blanche g6 · Pion noir sur case blanche c4 · Roi noir sur case noire d4 · Pion noir sur case blanche d3 · Pion noir sur case noire e3 · Pion blanc sur case blanche f3 · Pion noir sur case blanche h3 · Pion blanc sur case noire d2 · Pion noir sur case noire f2 · Dame blanche sur case blanche b1 · Fou blanc sur case noire g1 · Tour blanche sur case blanche h1 | 6 |
| 5 | Cavalier blanc sur case noire d8 · Tour blanche sur case blanche g8 · Pion noir sur case noire a7 · Pion noir sur case blanche b7 · Pion noir sur case blanche f7 · Roi blanc sur case noire d6 · Pion noir sur case blanche g6 · Pion noir sur case blanche c4 · Roi noir sur case noire d4 · Pion noir sur case blanche d3 · Pion noir sur case noire e3 · Pion blanc sur case blanche f3 · Pion noir sur case blanche h3 · Pion blanc sur case noire d2 · Pion noir sur case noire f2 · Dame blanche sur case blanche b1 · Fou blanc sur case noire g1 · Tour blanche sur case blanche h1 | Cavalier blanc sur case noire d8 · Tour blanche sur case blanche g8 · Pion noir sur case noire a7 · Pion noir sur case blanche b7 · Pion noir sur case blanche f7 · Roi blanc sur case noire d6 · Pion noir sur case blanche g6 · Pion noir sur case blanche c4 · Roi noir sur case noire d4 · Pion noir sur case blanche d3 · Pion noir sur case noire e3 · Pion blanc sur case blanche f3 · Pion noir sur case blanche h3 · Pion blanc sur case noire d2 · Pion noir sur case noire f2 · Dame blanche sur case blanche b1 · Fou blanc sur case noire g1 · Tour blanche sur case blanche h1 | Cavalier blanc sur case noire d8 · Tour blanche sur case blanche g8 · Pion noir sur case noire a7 · Pion noir sur case blanche b7 · Pion noir sur case blanche f7 · Roi blanc sur case noire d6 · Pion noir sur case blanche g6 · Pion noir sur case blanche c4 · Roi noir sur case noire d4 · Pion noir sur case blanche d3 · Pion noir sur case noire e3 · Pion blanc sur case blanche f3 · Pion noir sur case blanche h3 · Pion blanc sur case noire d2 · Pion noir sur case noire f2 · Dame blanche sur case blanche b1 · Fou blanc sur case noire g1 · Tour blanche sur case blanche h1 | Cavalier blanc sur case noire d8 · Tour blanche sur case blanche g8 · Pion noir sur case noire a7 · Pion noir sur case blanche b7 · Pion noir sur case blanche f7 · Roi blanc sur case noire d6 · Pion noir sur case blanche g6 · Pion noir sur case blanche c4 · Roi noir sur case noire d4 · Pion noir sur case blanche d3 · Pion noir sur case noire e3 · Pion blanc sur case blanche f3 · Pion noir sur case blanche h3 · Pion blanc sur case noire d2 · Pion noir sur case noire f2 · Dame blanche sur case blanche b1 · Fou blanc sur case noire g1 · Tour blanche sur case blanche h1 | Cavalier blanc sur case noire d8 · Tour blanche sur case blanche g8 · Pion noir sur case noire a7 · Pion noir sur case blanche b7 · Pion noir sur case blanche f7 · Roi blanc sur case noire d6 · Pion noir sur case blanche g6 · Pion noir sur case blanche c4 · Roi noir sur case noire d4 · Pion noir sur case blanche d3 · Pion noir sur case noire e3 · Pion blanc sur case blanche f3 · Pion noir sur case blanche h3 · Pion blanc sur case noire d2 · Pion noir sur case noire f2 · Dame blanche sur case blanche b1 · Fou blanc sur case noire g1 · Tour blanche sur case blanche h1 | Cavalier blanc sur case noire d8 · Tour blanche sur case blanche g8 · Pion noir sur case noire a7 · Pion noir sur case blanche b7 · Pion noir sur case blanche f7 · Roi blanc sur case noire d6 · Pion noir sur case blanche g6 · Pion noir sur case blanche c4 · Roi noir sur case noire d4 · Pion noir sur case blanche d3 · Pion noir sur case noire e3 · Pion blanc sur case blanche f3 · Pion noir sur case blanche h3 · Pion blanc sur case noire d2 · Pion noir sur case noire f2 · Dame blanche sur case blanche b1 · Fou blanc sur case noire g1 · Tour blanche sur case blanche h1 | Cavalier blanc sur case noire d8 · Tour blanche sur case blanche g8 · Pion noir sur case noire a7 · Pion noir sur case blanche b7 · Pion noir sur case blanche f7 · Roi blanc sur case noire d6 · Pion noir sur case blanche g6 · Pion noir sur case blanche c4 · Roi noir sur case noire d4 · Pion noir sur case blanche d3 · Pion noir sur case noire e3 · Pion blanc sur case blanche f3 · Pion noir sur case blanche h3 · Pion blanc sur case noire d2 · Pion noir sur case noire f2 · Dame blanche sur case blanche b1 · Fou blanc sur case noire g1 · Tour blanche sur case blanche h1 | Cavalier blanc sur case noire d8 · Tour blanche sur case blanche g8 · Pion noir sur case noire a7 · Pion noir sur case blanche b7 · Pion noir sur case blanche f7 · Roi blanc sur case noire d6 · Pion noir sur case blanche g6 · Pion noir sur case blanche c4 · Roi noir sur case noire d4 · Pion noir sur case blanche d3 · Pion noir sur case noire e3 · Pion blanc sur case blanche f3 · Pion noir sur case blanche h3 · Pion blanc sur case noire d2 · Pion noir sur case noire f2 · Dame blanche sur case blanche b1 · Fou blanc sur case noire g1 · Tour blanche sur case blanche h1 | 5 |
| 4 | Cavalier blanc sur case noire d8 · Tour blanche sur case blanche g8 · Pion noir sur case noire a7 · Pion noir sur case blanche b7 · Pion noir sur case blanche f7 · Roi blanc sur case noire d6 · Pion noir sur case blanche g6 · Pion noir sur case blanche c4 · Roi noir sur case noire d4 · Pion noir sur case blanche d3 · Pion noir sur case noire e3 · Pion blanc sur case blanche f3 · Pion noir sur case blanche h3 · Pion blanc sur case noire d2 · Pion noir sur case noire f2 · Dame blanche sur case blanche b1 · Fou blanc sur case noire g1 · Tour blanche sur case blanche h1 | Cavalier blanc sur case noire d8 · Tour blanche sur case blanche g8 · Pion noir sur case noire a7 · Pion noir sur case blanche b7 · Pion noir sur case blanche f7 · Roi blanc sur case noire d6 · Pion noir sur case blanche g6 · Pion noir sur case blanche c4 · Roi noir sur case noire d4 · Pion noir sur case blanche d3 · Pion noir sur case noire e3 · Pion blanc sur case blanche f3 · Pion noir sur case blanche h3 · Pion blanc sur case noire d2 · Pion noir sur case noire f2 · Dame blanche sur case blanche b1 · Fou blanc sur case noire g1 · Tour blanche sur case blanche h1 | Cavalier blanc sur case noire d8 · Tour blanche sur case blanche g8 · Pion noir sur case noire a7 · Pion noir sur case blanche b7 · Pion noir sur case blanche f7 · Roi blanc sur case noire d6 · Pion noir sur case blanche g6 · Pion noir sur case blanche c4 · Roi noir sur case noire d4 · Pion noir sur case blanche d3 · Pion noir sur case noire e3 · Pion blanc sur case blanche f3 · Pion noir sur case blanche h3 · Pion blanc sur case noire d2 · Pion noir sur case noire f2 · Dame blanche sur case blanche b1 · Fou blanc sur case noire g1 · Tour blanche sur case blanche h1 | Cavalier blanc sur case noire d8 · Tour blanche sur case blanche g8 · Pion noir sur case noire a7 · Pion noir sur case blanche b7 · Pion noir sur case blanche f7 · Roi blanc sur case noire d6 · Pion noir sur case blanche g6 · Pion noir sur case blanche c4 · Roi noir sur case noire d4 · Pion noir sur case blanche d3 · Pion noir sur case noire e3 · Pion blanc sur case blanche f3 · Pion noir sur case blanche h3 · Pion blanc sur case noire d2 · Pion noir sur case noire f2 · Dame blanche sur case blanche b1 · Fou blanc sur case noire g1 · Tour blanche sur case blanche h1 | Cavalier blanc sur case noire d8 · Tour blanche sur case blanche g8 · Pion noir sur case noire a7 · Pion noir sur case blanche b7 · Pion noir sur case blanche f7 · Roi blanc sur case noire d6 · Pion noir sur case blanche g6 · Pion noir sur case blanche c4 · Roi noir sur case noire d4 · Pion noir sur case blanche d3 · Pion noir sur case noire e3 · Pion blanc sur case blanche f3 · Pion noir sur case blanche h3 · Pion blanc sur case noire d2 · Pion noir sur case noire f2 · Dame blanche sur case blanche b1 · Fou blanc sur case noire g1 · Tour blanche sur case blanche h1 | Cavalier blanc sur case noire d8 · Tour blanche sur case blanche g8 · Pion noir sur case noire a7 · Pion noir sur case blanche b7 · Pion noir sur case blanche f7 · Roi blanc sur case noire d6 · Pion noir sur case blanche g6 · Pion noir sur case blanche c4 · Roi noir sur case noire d4 · Pion noir sur case blanche d3 · Pion noir sur case noire e3 · Pion blanc sur case blanche f3 · Pion noir sur case blanche h3 · Pion blanc sur case noire d2 · Pion noir sur case noire f2 · Dame blanche sur case blanche b1 · Fou blanc sur case noire g1 · Tour blanche sur case blanche h1 | Cavalier blanc sur case noire d8 · Tour blanche sur case blanche g8 · Pion noir sur case noire a7 · Pion noir sur case blanche b7 · Pion noir sur case blanche f7 · Roi blanc sur case noire d6 · Pion noir sur case blanche g6 · Pion noir sur case blanche c4 · Roi noir sur case noire d4 · Pion noir sur case blanche d3 · Pion noir sur case noire e3 · Pion blanc sur case blanche f3 · Pion noir sur case blanche h3 · Pion blanc sur case noire d2 · Pion noir sur case noire f2 · Dame blanche sur case blanche b1 · Fou blanc sur case noire g1 · Tour blanche sur case blanche h1 | Cavalier blanc sur case noire d8 · Tour blanche sur case blanche g8 · Pion noir sur case noire a7 · Pion noir sur case blanche b7 · Pion noir sur case blanche f7 · Roi blanc sur case noire d6 · Pion noir sur case blanche g6 · Pion noir sur case blanche c4 · Roi noir sur case noire d4 · Pion noir sur case blanche d3 · Pion noir sur case noire e3 · Pion blanc sur case blanche f3 · Pion noir sur case blanche h3 · Pion blanc sur case noire d2 · Pion noir sur case noire f2 · Dame blanche sur case blanche b1 · Fou blanc sur case noire g1 · Tour blanche sur case blanche h1 | 4 |
| 3 | Cavalier blanc sur case noire d8 · Tour blanche sur case blanche g8 · Pion noir sur case noire a7 · Pion noir sur case blanche b7 · Pion noir sur case blanche f7 · Roi blanc sur case noire d6 · Pion noir sur case blanche g6 · Pion noir sur case blanche c4 · Roi noir sur case noire d4 · Pion noir sur case blanche d3 · Pion noir sur case noire e3 · Pion blanc sur case blanche f3 · Pion noir sur case blanche h3 · Pion blanc sur case noire d2 · Pion noir sur case noire f2 · Dame blanche sur case blanche b1 · Fou blanc sur case noire g1 · Tour blanche sur case blanche h1 | Cavalier blanc sur case noire d8 · Tour blanche sur case blanche g8 · Pion noir sur case noire a7 · Pion noir sur case blanche b7 · Pion noir sur case blanche f7 · Roi blanc sur case noire d6 · Pion noir sur case blanche g6 · Pion noir sur case blanche c4 · Roi noir sur case noire d4 · Pion noir sur case blanche d3 · Pion noir sur case noire e3 · Pion blanc sur case blanche f3 · Pion noir sur case blanche h3 · Pion blanc sur case noire d2 · Pion noir sur case noire f2 · Dame blanche sur case blanche b1 · Fou blanc sur case noire g1 · Tour blanche sur case blanche h1 | Cavalier blanc sur case noire d8 · Tour blanche sur case blanche g8 · Pion noir sur case noire a7 · Pion noir sur case blanche b7 · Pion noir sur case blanche f7 · Roi blanc sur case noire d6 · Pion noir sur case blanche g6 · Pion noir sur case blanche c4 · Roi noir sur case noire d4 · Pion noir sur case blanche d3 · Pion noir sur case noire e3 · Pion blanc sur case blanche f3 · Pion noir sur case blanche h3 · Pion blanc sur case noire d2 · Pion noir sur case noire f2 · Dame blanche sur case blanche b1 · Fou blanc sur case noire g1 · Tour blanche sur case blanche h1 | Cavalier blanc sur case noire d8 · Tour blanche sur case blanche g8 · Pion noir sur case noire a7 · Pion noir sur case blanche b7 · Pion noir sur case blanche f7 · Roi blanc sur case noire d6 · Pion noir sur case blanche g6 · Pion noir sur case blanche c4 · Roi noir sur case noire d4 · Pion noir sur case blanche d3 · Pion noir sur case noire e3 · Pion blanc sur case blanche f3 · Pion noir sur case blanche h3 · Pion blanc sur case noire d2 · Pion noir sur case noire f2 · Dame blanche sur case blanche b1 · Fou blanc sur case noire g1 · Tour blanche sur case blanche h1 | Cavalier blanc sur case noire d8 · Tour blanche sur case blanche g8 · Pion noir sur case noire a7 · Pion noir sur case blanche b7 · Pion noir sur case blanche f7 · Roi blanc sur case noire d6 · Pion noir sur case blanche g6 · Pion noir sur case blanche c4 · Roi noir sur case noire d4 · Pion noir sur case blanche d3 · Pion noir sur case noire e3 · Pion blanc sur case blanche f3 · Pion noir sur case blanche h3 · Pion blanc sur case noire d2 · Pion noir sur case noire f2 · Dame blanche sur case blanche b1 · Fou blanc sur case noire g1 · Tour blanche sur case blanche h1 | Cavalier blanc sur case noire d8 · Tour blanche sur case blanche g8 · Pion noir sur case noire a7 · Pion noir sur case blanche b7 · Pion noir sur case blanche f7 · Roi blanc sur case noire d6 · Pion noir sur case blanche g6 · Pion noir sur case blanche c4 · Roi noir sur case noire d4 · Pion noir sur case blanche d3 · Pion noir sur case noire e3 · Pion blanc sur case blanche f3 · Pion noir sur case blanche h3 · Pion blanc sur case noire d2 · Pion noir sur case noire f2 · Dame blanche sur case blanche b1 · Fou blanc sur case noire g1 · Tour blanche sur case blanche h1 | Cavalier blanc sur case noire d8 · Tour blanche sur case blanche g8 · Pion noir sur case noire a7 · Pion noir sur case blanche b7 · Pion noir sur case blanche f7 · Roi blanc sur case noire d6 · Pion noir sur case blanche g6 · Pion noir sur case blanche c4 · Roi noir sur case noire d4 · Pion noir sur case blanche d3 · Pion noir sur case noire e3 · Pion blanc sur case blanche f3 · Pion noir sur case blanche h3 · Pion blanc sur case noire d2 · Pion noir sur case noire f2 · Dame blanche sur case blanche b1 · Fou blanc sur case noire g1 · Tour blanche sur case blanche h1 | Cavalier blanc sur case noire d8 · Tour blanche sur case blanche g8 · Pion noir sur case noire a7 · Pion noir sur case blanche b7 · Pion noir sur case blanche f7 · Roi blanc sur case noire d6 · Pion noir sur case blanche g6 · Pion noir sur case blanche c4 · Roi noir sur case noire d4 · Pion noir sur case blanche d3 · Pion noir sur case noire e3 · Pion blanc sur case blanche f3 · Pion noir sur case blanche h3 · Pion blanc sur case noire d2 · Pion noir sur case noire f2 · Dame blanche sur case blanche b1 · Fou blanc sur case noire g1 · Tour blanche sur case blanche h1 | 3 |
| 2 | Cavalier blanc sur case noire d8 · Tour blanche sur case blanche g8 · Pion noir sur case noire a7 · Pion noir sur case blanche b7 · Pion noir sur case blanche f7 · Roi blanc sur case noire d6 · Pion noir sur case blanche g6 · Pion noir sur case blanche c4 · Roi noir sur case noire d4 · Pion noir sur case blanche d3 · Pion noir sur case noire e3 · Pion blanc sur case blanche f3 · Pion noir sur case blanche h3 · Pion blanc sur case noire d2 · Pion noir sur case noire f2 · Dame blanche sur case blanche b1 · Fou blanc sur case noire g1 · Tour blanche sur case blanche h1 | Cavalier blanc sur case noire d8 · Tour blanche sur case blanche g8 · Pion noir sur case noire a7 · Pion noir sur case blanche b7 · Pion noir sur case blanche f7 · Roi blanc sur case noire d6 · Pion noir sur case blanche g6 · Pion noir sur case blanche c4 · Roi noir sur case noire d4 · Pion noir sur case blanche d3 · Pion noir sur case noire e3 · Pion blanc sur case blanche f3 · Pion noir sur case blanche h3 · Pion blanc sur case noire d2 · Pion noir sur case noire f2 · Dame blanche sur case blanche b1 · Fou blanc sur case noire g1 · Tour blanche sur case blanche h1 | Cavalier blanc sur case noire d8 · Tour blanche sur case blanche g8 · Pion noir sur case noire a7 · Pion noir sur case blanche b7 · Pion noir sur case blanche f7 · Roi blanc sur case noire d6 · Pion noir sur case blanche g6 · Pion noir sur case blanche c4 · Roi noir sur case noire d4 · Pion noir sur case blanche d3 · Pion noir sur case noire e3 · Pion blanc sur case blanche f3 · Pion noir sur case blanche h3 · Pion blanc sur case noire d2 · Pion noir sur case noire f2 · Dame blanche sur case blanche b1 · Fou blanc sur case noire g1 · Tour blanche sur case blanche h1 | Cavalier blanc sur case noire d8 · Tour blanche sur case blanche g8 · Pion noir sur case noire a7 · Pion noir sur case blanche b7 · Pion noir sur case blanche f7 · Roi blanc sur case noire d6 · Pion noir sur case blanche g6 · Pion noir sur case blanche c4 · Roi noir sur case noire d4 · Pion noir sur case blanche d3 · Pion noir sur case noire e3 · Pion blanc sur case blanche f3 · Pion noir sur case blanche h3 · Pion blanc sur case noire d2 · Pion noir sur case noire f2 · Dame blanche sur case blanche b1 · Fou blanc sur case noire g1 · Tour blanche sur case blanche h1 | Cavalier blanc sur case noire d8 · Tour blanche sur case blanche g8 · Pion noir sur case noire a7 · Pion noir sur case blanche b7 · Pion noir sur case blanche f7 · Roi blanc sur case noire d6 · Pion noir sur case blanche g6 · Pion noir sur case blanche c4 · Roi noir sur case noire d4 · Pion noir sur case blanche d3 · Pion noir sur case noire e3 · Pion blanc sur case blanche f3 · Pion noir sur case blanche h3 · Pion blanc sur case noire d2 · Pion noir sur case noire f2 · Dame blanche sur case blanche b1 · Fou blanc sur case noire g1 · Tour blanche sur case blanche h1 | Cavalier blanc sur case noire d8 · Tour blanche sur case blanche g8 · Pion noir sur case noire a7 · Pion noir sur case blanche b7 · Pion noir sur case blanche f7 · Roi blanc sur case noire d6 · Pion noir sur case blanche g6 · Pion noir sur case blanche c4 · Roi noir sur case noire d4 · Pion noir sur case blanche d3 · Pion noir sur case noire e3 · Pion blanc sur case blanche f3 · Pion noir sur case blanche h3 · Pion blanc sur case noire d2 · Pion noir sur case noire f2 · Dame blanche sur case blanche b1 · Fou blanc sur case noire g1 · Tour blanche sur case blanche h1 | Cavalier blanc sur case noire d8 · Tour blanche sur case blanche g8 · Pion noir sur case noire a7 · Pion noir sur case blanche b7 · Pion noir sur case blanche f7 · Roi blanc sur case noire d6 · Pion noir sur case blanche g6 · Pion noir sur case blanche c4 · Roi noir sur case noire d4 · Pion noir sur case blanche d3 · Pion noir sur case noire e3 · Pion blanc sur case blanche f3 · Pion noir sur case blanche h3 · Pion blanc sur case noire d2 · Pion noir sur case noire f2 · Dame blanche sur case blanche b1 · Fou blanc sur case noire g1 · Tour blanche sur case blanche h1 | Cavalier blanc sur case noire d8 · Tour blanche sur case blanche g8 · Pion noir sur case noire a7 · Pion noir sur case blanche b7 · Pion noir sur case blanche f7 · Roi blanc sur case noire d6 · Pion noir sur case blanche g6 · Pion noir sur case blanche c4 · Roi noir sur case noire d4 · Pion noir sur case blanche d3 · Pion noir sur case noire e3 · Pion blanc sur case blanche f3 · Pion noir sur case blanche h3 · Pion blanc sur case noire d2 · Pion noir sur case noire f2 · Dame blanche sur case blanche b1 · Fou blanc sur case noire g1 · Tour blanche sur case blanche h1 | 2 |
| 1 | Cavalier blanc sur case noire d8 · Tour blanche sur case blanche g8 · Pion noir sur case noire a7 · Pion noir sur case blanche b7 · Pion noir sur case blanche f7 · Roi blanc sur case noire d6 · Pion noir sur case blanche g6 · Pion noir sur case blanche c4 · Roi noir sur case noire d4 · Pion noir sur case blanche d3 · Pion noir sur case noire e3 · Pion blanc sur case blanche f3 · Pion noir sur case blanche h3 · Pion blanc sur case noire d2 · Pion noir sur case noire f2 · Dame blanche sur case blanche b1 · Fou blanc sur case noire g1 · Tour blanche sur case blanche h1 | Cavalier blanc sur case noire d8 · Tour blanche sur case blanche g8 · Pion noir sur case noire a7 · Pion noir sur case blanche b7 · Pion noir sur case blanche f7 · Roi blanc sur case noire d6 · Pion noir sur case blanche g6 · Pion noir sur case blanche c4 · Roi noir sur case noire d4 · Pion noir sur case blanche d3 · Pion noir sur case noire e3 · Pion blanc sur case blanche f3 · Pion noir sur case blanche h3 · Pion blanc sur case noire d2 · Pion noir sur case noire f2 · Dame blanche sur case blanche b1 · Fou blanc sur case noire g1 · Tour blanche sur case blanche h1 | Cavalier blanc sur case noire d8 · Tour blanche sur case blanche g8 · Pion noir sur case noire a7 · Pion noir sur case blanche b7 · Pion noir sur case blanche f7 · Roi blanc sur case noire d6 · Pion noir sur case blanche g6 · Pion noir sur case blanche c4 · Roi noir sur case noire d4 · Pion noir sur case blanche d3 · Pion noir sur case noire e3 · Pion blanc sur case blanche f3 · Pion noir sur case blanche h3 · Pion blanc sur case noire d2 · Pion noir sur case noire f2 · Dame blanche sur case blanche b1 · Fou blanc sur case noire g1 · Tour blanche sur case blanche h1 | Cavalier blanc sur case noire d8 · Tour blanche sur case blanche g8 · Pion noir sur case noire a7 · Pion noir sur case blanche b7 · Pion noir sur case blanche f7 · Roi blanc sur case noire d6 · Pion noir sur case blanche g6 · Pion noir sur case blanche c4 · Roi noir sur case noire d4 · Pion noir sur case blanche d3 · Pion noir sur case noire e3 · Pion blanc sur case blanche f3 · Pion noir sur case blanche h3 · Pion blanc sur case noire d2 · Pion noir sur case noire f2 · Dame blanche sur case blanche b1 · Fou blanc sur case noire g1 · Tour blanche sur case blanche h1 | Cavalier blanc sur case noire d8 · Tour blanche sur case blanche g8 · Pion noir sur case noire a7 · Pion noir sur case blanche b7 · Pion noir sur case blanche f7 · Roi blanc sur case noire d6 · Pion noir sur case blanche g6 · Pion noir sur case blanche c4 · Roi noir sur case noire d4 · Pion noir sur case blanche d3 · Pion noir sur case noire e3 · Pion blanc sur case blanche f3 · Pion noir sur case blanche h3 · Pion blanc sur case noire d2 · Pion noir sur case noire f2 · Dame blanche sur case blanche b1 · Fou blanc sur case noire g1 · Tour blanche sur case blanche h1 | Cavalier blanc sur case noire d8 · Tour blanche sur case blanche g8 · Pion noir sur case noire a7 · Pion noir sur case blanche b7 · Pion noir sur case blanche f7 · Roi blanc sur case noire d6 · Pion noir sur case blanche g6 · Pion noir sur case blanche c4 · Roi noir sur case noire d4 · Pion noir sur case blanche d3 · Pion noir sur case noire e3 · Pion blanc sur case blanche f3 · Pion noir sur case blanche h3 · Pion blanc sur case noire d2 · Pion noir sur case noire f2 · Dame blanche sur case blanche b1 · Fou blanc sur case noire g1 · Tour blanche sur case blanche h1 | Cavalier blanc sur case noire d8 · Tour blanche sur case blanche g8 · Pion noir sur case noire a7 · Pion noir sur case blanche b7 · Pion noir sur case blanche f7 · Roi blanc sur case noire d6 · Pion noir sur case blanche g6 · Pion noir sur case blanche c4 · Roi noir sur case noire d4 · Pion noir sur case blanche d3 · Pion noir sur case noire e3 · Pion blanc sur case blanche f3 · Pion noir sur case blanche h3 · Pion blanc sur case noire d2 · Pion noir sur case noire f2 · Dame blanche sur case blanche b1 · Fou blanc sur case noire g1 · Tour blanche sur case blanche h1 | Cavalier blanc sur case noire d8 · Tour blanche sur case blanche g8 · Pion noir sur case noire a7 · Pion noir sur case blanche b7 · Pion noir sur case blanche f7 · Roi blanc sur case noire d6 · Pion noir sur case blanche g6 · Pion noir sur case blanche c4 · Roi noir sur case noire d4 · Pion noir sur case blanche d3 · Pion noir sur case noire e3 · Pion blanc sur case blanche f3 · Pion noir sur case blanche h3 · Pion blanc sur case noire d2 · Pion noir sur case noire f2 · Dame blanche sur case blanche b1 · Fou blanc sur case noire g1 · Tour blanche sur case blanche h1 | 1 |
|   | a | b | c | d | e | f | g | h |   |

Dans le diagramme ci-contre, aucun coup des blancs ne permet de faire échec et mat immédiatement. Mais en remarquant qu’il y a neuf pions noirs sur l’échiquier, neuf positions légales apparaissent en ôtant l'un des pions, permettant toutes de réaliser un mat en un coup : 
- en ôtant le pion a7 : Db6#
- sans le pion b7 : Cc6#
- sans le pion c4 : Db4#
- sans le pion d3 : De4#
- sans le pion e3 : Fxf2#
- sans le pion f7 : Ce6#
- sans le pion f2 : Fxe3#
- sans le pion g6 : Tg4#
- et enfin sans le pion h3 : Th4#

## Énigmes portant sur les échecs
|   | a | b | c | d | e | f | g | h |   |
| 8 | Roi noir sur case noire f8 · Roi blanc sur case noire h8 · Pion noir sur case noire e7 · Pion blanc sur case blanche g6 · Pion blanc sur case noire h6 · Dame noire sur case noire e5 · Cavalier noir sur case noire g5 · Fou blanc sur case blanche h5 | Roi noir sur case noire f8 · Roi blanc sur case noire h8 · Pion noir sur case noire e7 · Pion blanc sur case blanche g6 · Pion blanc sur case noire h6 · Dame noire sur case noire e5 · Cavalier noir sur case noire g5 · Fou blanc sur case blanche h5 | Roi noir sur case noire f8 · Roi blanc sur case noire h8 · Pion noir sur case noire e7 · Pion blanc sur case blanche g6 · Pion blanc sur case noire h6 · Dame noire sur case noire e5 · Cavalier noir sur case noire g5 · Fou blanc sur case blanche h5 | Roi noir sur case noire f8 · Roi blanc sur case noire h8 · Pion noir sur case noire e7 · Pion blanc sur case blanche g6 · Pion blanc sur case noire h6 · Dame noire sur case noire e5 · Cavalier noir sur case noire g5 · Fou blanc sur case blanche h5 | Roi noir sur case noire f8 · Roi blanc sur case noire h8 · Pion noir sur case noire e7 · Pion blanc sur case blanche g6 · Pion blanc sur case noire h6 · Dame noire sur case noire e5 · Cavalier noir sur case noire g5 · Fou blanc sur case blanche h5 | Roi noir sur case noire f8 · Roi blanc sur case noire h8 · Pion noir sur case noire e7 · Pion blanc sur case blanche g6 · Pion blanc sur case noire h6 · Dame noire sur case noire e5 · Cavalier noir sur case noire g5 · Fou blanc sur case blanche h5 | Roi noir sur case noire f8 · Roi blanc sur case noire h8 · Pion noir sur case noire e7 · Pion blanc sur case blanche g6 · Pion blanc sur case noire h6 · Dame noire sur case noire e5 · Cavalier noir sur case noire g5 · Fou blanc sur case blanche h5 | Roi noir sur case noire f8 · Roi blanc sur case noire h8 · Pion noir sur case noire e7 · Pion blanc sur case blanche g6 · Pion blanc sur case noire h6 · Dame noire sur case noire e5 · Cavalier noir sur case noire g5 · Fou blanc sur case blanche h5 | 8 |
| 7 | Roi noir sur case noire f8 · Roi blanc sur case noire h8 · Pion noir sur case noire e7 · Pion blanc sur case blanche g6 · Pion blanc sur case noire h6 · Dame noire sur case noire e5 · Cavalier noir sur case noire g5 · Fou blanc sur case blanche h5 | Roi noir sur case noire f8 · Roi blanc sur case noire h8 · Pion noir sur case noire e7 · Pion blanc sur case blanche g6 · Pion blanc sur case noire h6 · Dame noire sur case noire e5 · Cavalier noir sur case noire g5 · Fou blanc sur case blanche h5 | Roi noir sur case noire f8 · Roi blanc sur case noire h8 · Pion noir sur case noire e7 · Pion blanc sur case blanche g6 · Pion blanc sur case noire h6 · Dame noire sur case noire e5 · Cavalier noir sur case noire g5 · Fou blanc sur case blanche h5 | Roi noir sur case noire f8 · Roi blanc sur case noire h8 · Pion noir sur case noire e7 · Pion blanc sur case blanche g6 · Pion blanc sur case noire h6 · Dame noire sur case noire e5 · Cavalier noir sur case noire g5 · Fou blanc sur case blanche h5 | Roi noir sur case noire f8 · Roi blanc sur case noire h8 · Pion noir sur case noire e7 · Pion blanc sur case blanche g6 · Pion blanc sur case noire h6 · Dame noire sur case noire e5 · Cavalier noir sur case noire g5 · Fou blanc sur case blanche h5 | Roi noir sur case noire f8 · Roi blanc sur case noire h8 · Pion noir sur case noire e7 · Pion blanc sur case blanche g6 · Pion blanc sur case noire h6 · Dame noire sur case noire e5 · Cavalier noir sur case noire g5 · Fou blanc sur case blanche h5 | Roi noir sur case noire f8 · Roi blanc sur case noire h8 · Pion noir sur case noire e7 · Pion blanc sur case blanche g6 · Pion blanc sur case noire h6 · Dame noire sur case noire e5 · Cavalier noir sur case noire g5 · Fou blanc sur case blanche h5 | Roi noir sur case noire f8 · Roi blanc sur case noire h8 · Pion noir sur case noire e7 · Pion blanc sur case blanche g6 · Pion blanc sur case noire h6 · Dame noire sur case noire e5 · Cavalier noir sur case noire g5 · Fou blanc sur case blanche h5 | 7 |
| 6 | Roi noir sur case noire f8 · Roi blanc sur case noire h8 · Pion noir sur case noire e7 · Pion blanc sur case blanche g6 · Pion blanc sur case noire h6 · Dame noire sur case noire e5 · Cavalier noir sur case noire g5 · Fou blanc sur case blanche h5 | Roi noir sur case noire f8 · Roi blanc sur case noire h8 · Pion noir sur case noire e7 · Pion blanc sur case blanche g6 · Pion blanc sur case noire h6 · Dame noire sur case noire e5 · Cavalier noir sur case noire g5 · Fou blanc sur case blanche h5 | Roi noir sur case noire f8 · Roi blanc sur case noire h8 · Pion noir sur case noire e7 · Pion blanc sur case blanche g6 · Pion blanc sur case noire h6 · Dame noire sur case noire e5 · Cavalier noir sur case noire g5 · Fou blanc sur case blanche h5 | Roi noir sur case noire f8 · Roi blanc sur case noire h8 · Pion noir sur case noire e7 · Pion blanc sur case blanche g6 · Pion blanc sur case noire h6 · Dame noire sur case noire e5 · Cavalier noir sur case noire g5 · Fou blanc sur case blanche h5 | Roi noir sur case noire f8 · Roi blanc sur case noire h8 · Pion noir sur case noire e7 · Pion blanc sur case blanche g6 · Pion blanc sur case noire h6 · Dame noire sur case noire e5 · Cavalier noir sur case noire g5 · Fou blanc sur case blanche h5 | Roi noir sur case noire f8 · Roi blanc sur case noire h8 · Pion noir sur case noire e7 · Pion blanc sur case blanche g6 · Pion blanc sur case noire h6 · Dame noire sur case noire e5 · Cavalier noir sur case noire g5 · Fou blanc sur case blanche h5 | Roi noir sur case noire f8 · Roi blanc sur case noire h8 · Pion noir sur case noire e7 · Pion blanc sur case blanche g6 · Pion blanc sur case noire h6 · Dame noire sur case noire e5 · Cavalier noir sur case noire g5 · Fou blanc sur case blanche h5 | Roi noir sur case noire f8 · Roi blanc sur case noire h8 · Pion noir sur case noire e7 · Pion blanc sur case blanche g6 · Pion blanc sur case noire h6 · Dame noire sur case noire e5 · Cavalier noir sur case noire g5 · Fou blanc sur case blanche h5 | 6 |
| 5 | Roi noir sur case noire f8 · Roi blanc sur case noire h8 · Pion noir sur case noire e7 · Pion blanc sur case blanche g6 · Pion blanc sur case noire h6 · Dame noire sur case noire e5 · Cavalier noir sur case noire g5 · Fou blanc sur case blanche h5 | Roi noir sur case noire f8 · Roi blanc sur case noire h8 · Pion noir sur case noire e7 · Pion blanc sur case blanche g6 · Pion blanc sur case noire h6 · Dame noire sur case noire e5 · Cavalier noir sur case noire g5 · Fou blanc sur case blanche h5 | Roi noir sur case noire f8 · Roi blanc sur case noire h8 · Pion noir sur case noire e7 · Pion blanc sur case blanche g6 · Pion blanc sur case noire h6 · Dame noire sur case noire e5 · Cavalier noir sur case noire g5 · Fou blanc sur case blanche h5 | Roi noir sur case noire f8 · Roi blanc sur case noire h8 · Pion noir sur case noire e7 · Pion blanc sur case blanche g6 · Pion blanc sur case noire h6 · Dame noire sur case noire e5 · Cavalier noir sur case noire g5 · Fou blanc sur case blanche h5 | Roi noir sur case noire f8 · Roi blanc sur case noire h8 · Pion noir sur case noire e7 · Pion blanc sur case blanche g6 · Pion blanc sur case noire h6 · Dame noire sur case noire e5 · Cavalier noir sur case noire g5 · Fou blanc sur case blanche h5 | Roi noir sur case noire f8 · Roi blanc sur case noire h8 · Pion noir sur case noire e7 · Pion blanc sur case blanche g6 · Pion blanc sur case noire h6 · Dame noire sur case noire e5 · Cavalier noir sur case noire g5 · Fou blanc sur case blanche h5 | Roi noir sur case noire f8 · Roi blanc sur case noire h8 · Pion noir sur case noire e7 · Pion blanc sur case blanche g6 · Pion blanc sur case noire h6 · Dame noire sur case noire e5 · Cavalier noir sur case noire g5 · Fou blanc sur case blanche h5 | Roi noir sur case noire f8 · Roi blanc sur case noire h8 · Pion noir sur case noire e7 · Pion blanc sur case blanche g6 · Pion blanc sur case noire h6 · Dame noire sur case noire e5 · Cavalier noir sur case noire g5 · Fou blanc sur case blanche h5 | 5 |
| 4 | Roi noir sur case noire f8 · Roi blanc sur case noire h8 · Pion noir sur case noire e7 · Pion blanc sur case blanche g6 · Pion blanc sur case noire h6 · Dame noire sur case noire e5 · Cavalier noir sur case noire g5 · Fou blanc sur case blanche h5 | Roi noir sur case noire f8 · Roi blanc sur case noire h8 · Pion noir sur case noire e7 · Pion blanc sur case blanche g6 · Pion blanc sur case noire h6 · Dame noire sur case noire e5 · Cavalier noir sur case noire g5 · Fou blanc sur case blanche h5 | Roi noir sur case noire f8 · Roi blanc sur case noire h8 · Pion noir sur case noire e7 · Pion blanc sur case blanche g6 · Pion blanc sur case noire h6 · Dame noire sur case noire e5 · Cavalier noir sur case noire g5 · Fou blanc sur case blanche h5 | Roi noir sur case noire f8 · Roi blanc sur case noire h8 · Pion noir sur case noire e7 · Pion blanc sur case blanche g6 · Pion blanc sur case noire h6 · Dame noire sur case noire e5 · Cavalier noir sur case noire g5 · Fou blanc sur case blanche h5 | Roi noir sur case noire f8 · Roi blanc sur case noire h8 · Pion noir sur case noire e7 · Pion blanc sur case blanche g6 · Pion blanc sur case noire h6 · Dame noire sur case noire e5 · Cavalier noir sur case noire g5 · Fou blanc sur case blanche h5 | Roi noir sur case noire f8 · Roi blanc sur case noire h8 · Pion noir sur case noire e7 · Pion blanc sur case blanche g6 · Pion blanc sur case noire h6 · Dame noire sur case noire e5 · Cavalier noir sur case noire g5 · Fou blanc sur case blanche h5 | Roi noir sur case noire f8 · Roi blanc sur case noire h8 · Pion noir sur case noire e7 · Pion blanc sur case blanche g6 · Pion blanc sur case noire h6 · Dame noire sur case noire e5 · Cavalier noir sur case noire g5 · Fou blanc sur case blanche h5 | Roi noir sur case noire f8 · Roi blanc sur case noire h8 · Pion noir sur case noire e7 · Pion blanc sur case blanche g6 · Pion blanc sur case noire h6 · Dame noire sur case noire e5 · Cavalier noir sur case noire g5 · Fou blanc sur case blanche h5 | 4 |
| 3 | Roi noir sur case noire f8 · Roi blanc sur case noire h8 · Pion noir sur case noire e7 · Pion blanc sur case blanche g6 · Pion blanc sur case noire h6 · Dame noire sur case noire e5 · Cavalier noir sur case noire g5 · Fou blanc sur case blanche h5 | Roi noir sur case noire f8 · Roi blanc sur case noire h8 · Pion noir sur case noire e7 · Pion blanc sur case blanche g6 · Pion blanc sur case noire h6 · Dame noire sur case noire e5 · Cavalier noir sur case noire g5 · Fou blanc sur case blanche h5 | Roi noir sur case noire f8 · Roi blanc sur case noire h8 · Pion noir sur case noire e7 · Pion blanc sur case blanche g6 · Pion blanc sur case noire h6 · Dame noire sur case noire e5 · Cavalier noir sur case noire g5 · Fou blanc sur case blanche h5 | Roi noir sur case noire f8 · Roi blanc sur case noire h8 · Pion noir sur case noire e7 · Pion blanc sur case blanche g6 · Pion blanc sur case noire h6 · Dame noire sur case noire e5 · Cavalier noir sur case noire g5 · Fou blanc sur case blanche h5 | Roi noir sur case noire f8 · Roi blanc sur case noire h8 · Pion noir sur case noire e7 · Pion blanc sur case blanche g6 · Pion blanc sur case noire h6 · Dame noire sur case noire e5 · Cavalier noir sur case noire g5 · Fou blanc sur case blanche h5 | Roi noir sur case noire f8 · Roi blanc sur case noire h8 · Pion noir sur case noire e7 · Pion blanc sur case blanche g6 · Pion blanc sur case noire h6 · Dame noire sur case noire e5 · Cavalier noir sur case noire g5 · Fou blanc sur case blanche h5 | Roi noir sur case noire f8 · Roi blanc sur case noire h8 · Pion noir sur case noire e7 · Pion blanc sur case blanche g6 · Pion blanc sur case noire h6 · Dame noire sur case noire e5 · Cavalier noir sur case noire g5 · Fou blanc sur case blanche h5 | Roi noir sur case noire f8 · Roi blanc sur case noire h8 · Pion noir sur case noire e7 · Pion blanc sur case blanche g6 · Pion blanc sur case noire h6 · Dame noire sur case noire e5 · Cavalier noir sur case noire g5 · Fou blanc sur case blanche h5 | 3 |
| 2 | Roi noir sur case noire f8 · Roi blanc sur case noire h8 · Pion noir sur case noire e7 · Pion blanc sur case blanche g6 · Pion blanc sur case noire h6 · Dame noire sur case noire e5 · Cavalier noir sur case noire g5 · Fou blanc sur case blanche h5 | Roi noir sur case noire f8 · Roi blanc sur case noire h8 · Pion noir sur case noire e7 · Pion blanc sur case blanche g6 · Pion blanc sur case noire h6 · Dame noire sur case noire e5 · Cavalier noir sur case noire g5 · Fou blanc sur case blanche h5 | Roi noir sur case noire f8 · Roi blanc sur case noire h8 · Pion noir sur case noire e7 · Pion blanc sur case blanche g6 · Pion blanc sur case noire h6 · Dame noire sur case noire e5 · Cavalier noir sur case noire g5 · Fou blanc sur case blanche h5 | Roi noir sur case noire f8 · Roi blanc sur case noire h8 · Pion noir sur case noire e7 · Pion blanc sur case blanche g6 · Pion blanc sur case noire h6 · Dame noire sur case noire e5 · Cavalier noir sur case noire g5 · Fou blanc sur case blanche h5 | Roi noir sur case noire f8 · Roi blanc sur case noire h8 · Pion noir sur case noire e7 · Pion blanc sur case blanche g6 · Pion blanc sur case noire h6 · Dame noire sur case noire e5 · Cavalier noir sur case noire g5 · Fou blanc sur case blanche h5 | Roi noir sur case noire f8 · Roi blanc sur case noire h8 · Pion noir sur case noire e7 · Pion blanc sur case blanche g6 · Pion blanc sur case noire h6 · Dame noire sur case noire e5 · Cavalier noir sur case noire g5 · Fou blanc sur case blanche h5 | Roi noir sur case noire f8 · Roi blanc sur case noire h8 · Pion noir sur case noire e7 · Pion blanc sur case blanche g6 · Pion blanc sur case noire h6 · Dame noire sur case noire e5 · Cavalier noir sur case noire g5 · Fou blanc sur case blanche h5 | Roi noir sur case noire f8 · Roi blanc sur case noire h8 · Pion noir sur case noire e7 · Pion blanc sur case blanche g6 · Pion blanc sur case noire h6 · Dame noire sur case noire e5 · Cavalier noir sur case noire g5 · Fou blanc sur case blanche h5 | 2 |
| 1 | Roi noir sur case noire f8 · Roi blanc sur case noire h8 · Pion noir sur case noire e7 · Pion blanc sur case blanche g6 · Pion blanc sur case noire h6 · Dame noire sur case noire e5 · Cavalier noir sur case noire g5 · Fou blanc sur case blanche h5 | Roi noir sur case noire f8 · Roi blanc sur case noire h8 · Pion noir sur case noire e7 · Pion blanc sur case blanche g6 · Pion blanc sur case noire h6 · Dame noire sur case noire e5 · Cavalier noir sur case noire g5 · Fou blanc sur case blanche h5 | Roi noir sur case noire f8 · Roi blanc sur case noire h8 · Pion noir sur case noire e7 · Pion blanc sur case blanche g6 · Pion blanc sur case noire h6 · Dame noire sur case noire e5 · Cavalier noir sur case noire g5 · Fou blanc sur case blanche h5 | Roi noir sur case noire f8 · Roi blanc sur case noire h8 · Pion noir sur case noire e7 · Pion blanc sur case blanche g6 · Pion blanc sur case noire h6 · Dame noire sur case noire e5 · Cavalier noir sur case noire g5 · Fou blanc sur case blanche h5 | Roi noir sur case noire f8 · Roi blanc sur case noire h8 · Pion noir sur case noire e7 · Pion blanc sur case blanche g6 · Pion blanc sur case noire h6 · Dame noire sur case noire e5 · Cavalier noir sur case noire g5 · Fou blanc sur case blanche h5 | Roi noir sur case noire f8 · Roi blanc sur case noire h8 · Pion noir sur case noire e7 · Pion blanc sur case blanche g6 · Pion blanc sur case noire h6 · Dame noire sur case noire e5 · Cavalier noir sur case noire g5 · Fou blanc sur case blanche h5 | Roi noir sur case noire f8 · Roi blanc sur case noire h8 · Pion noir sur case noire e7 · Pion blanc sur case blanche g6 · Pion blanc sur case noire h6 · Dame noire sur case noire e5 · Cavalier noir sur case noire g5 · Fou blanc sur case blanche h5 | Roi noir sur case noire f8 · Roi blanc sur case noire h8 · Pion noir sur case noire e7 · Pion blanc sur case blanche g6 · Pion blanc sur case noire h6 · Dame noire sur case noire e5 · Cavalier noir sur case noire g5 · Fou blanc sur case blanche h5 | 1 |
|   | a | b | c | d | e | f | g | h |   |

Dans ce type de problème présenté de façon traditionnelle, la solution n’a rien à voir avec les mouvements d’échecs. Le compositeur britannique Thomas Rayner Dawson en a conçu un exemple : dans la position sur le diagramme, Noir avait décidé d'abandonner la partie, même si ce n'était pas son tour de jeu. Blanc conseilla à son adversaire de ne pas se résigner trop vite. « Mais je suis obligé de perdre, et il n'y a rien que je puisse faire », a déclaré Noir. Mais Blanc a insisté: « Je te parie 100 € que je peux perdre cette partie ! » Alors les deux ont pris les paris et Blanc a réellement perdu sans avoir abandonné ou perdu au temps. Comment a-t-il fait ?
La solution réside dans les termes employés: Blanc n'a pas perdu la partie (ce qui est impossible dans la position du diagramme, car les seuls coups légaux sont 1.g7 + Dxg7+ 2.hxg7 #), mais plutôt le pari.

## Concours
En 2004, Hans Böhm a sponsorisé un concours d'études.